# 重要文化財

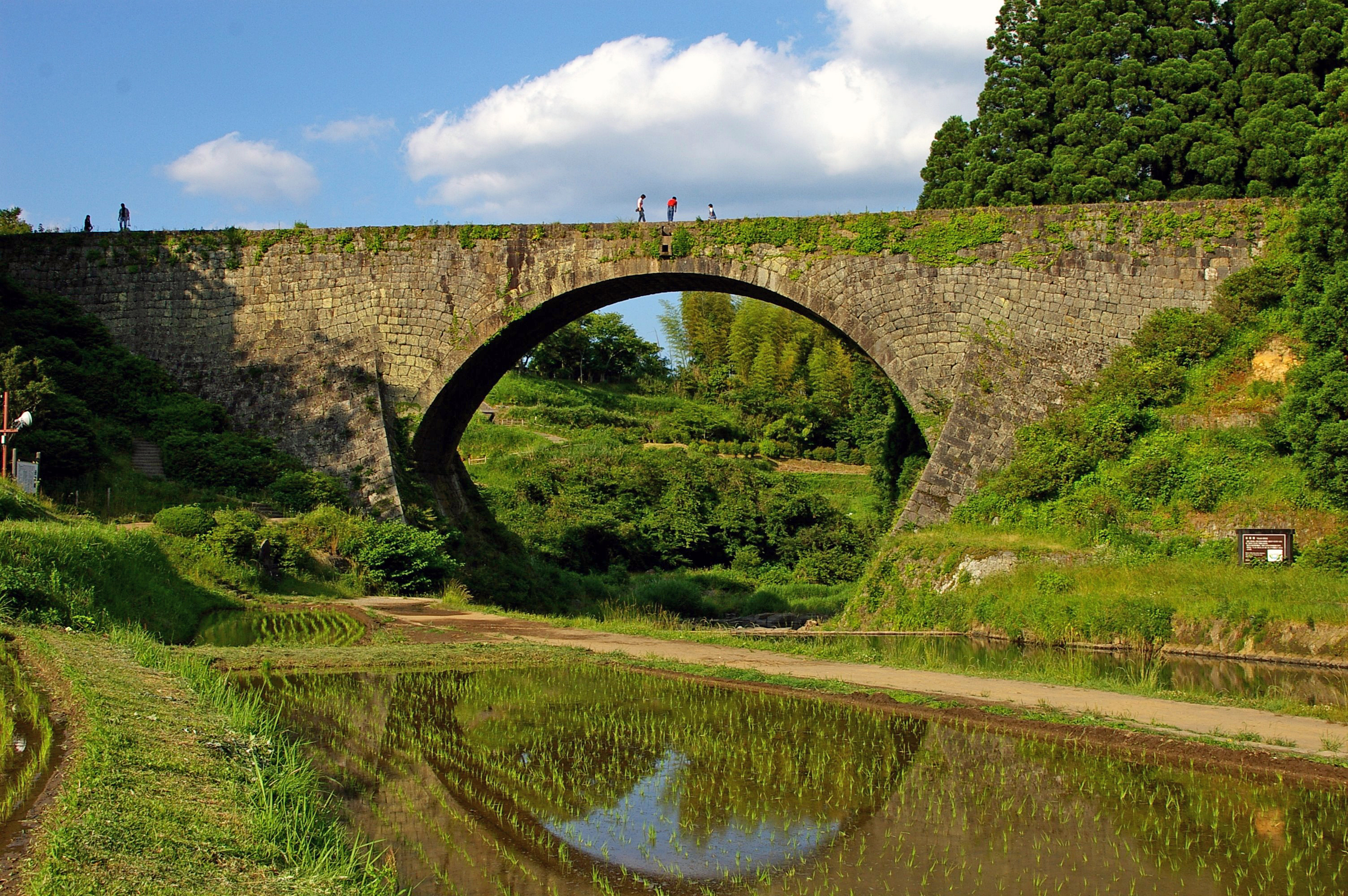
建筑：通润桥

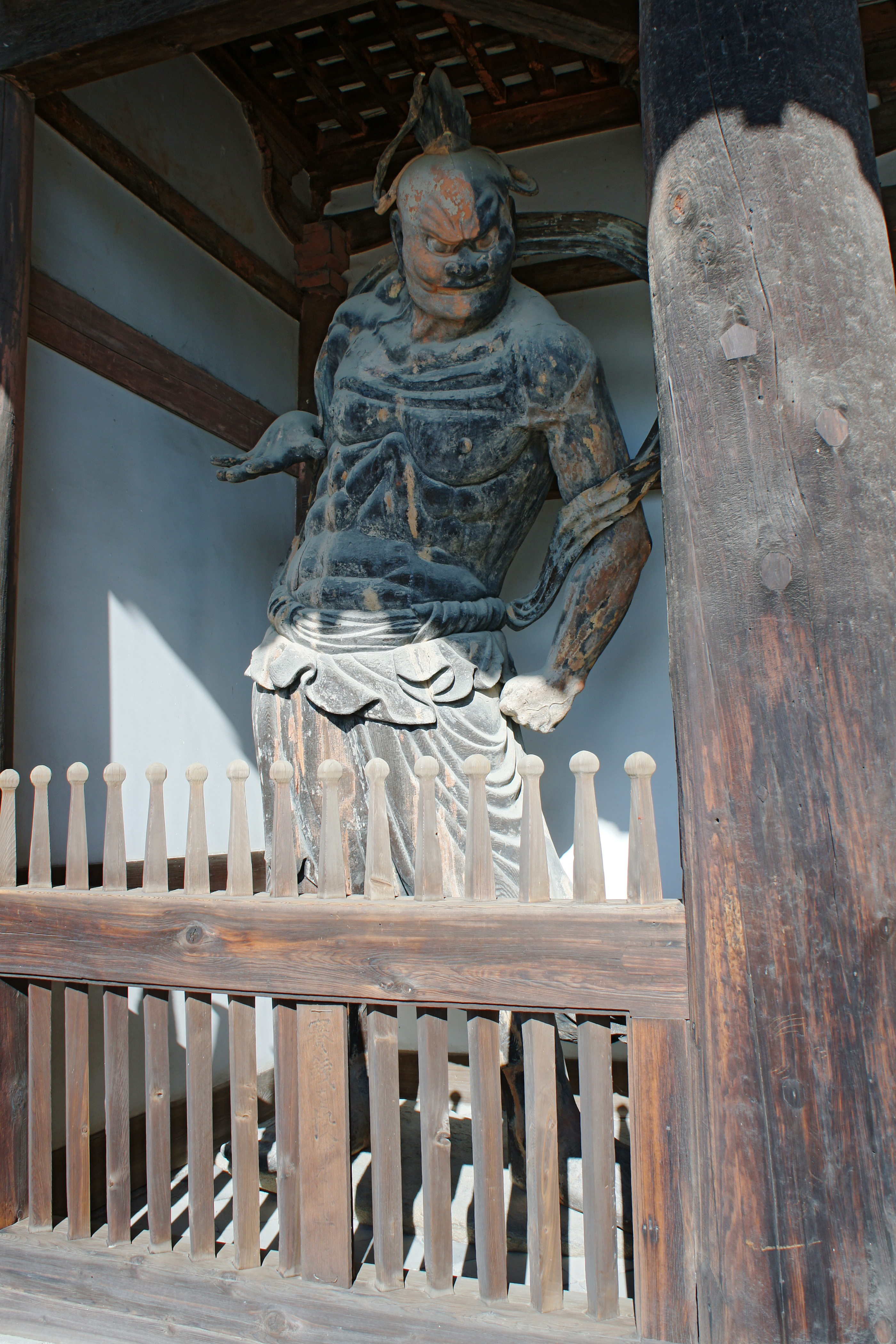
雕刻：塑造金刚力士立像 藏于法隆寺

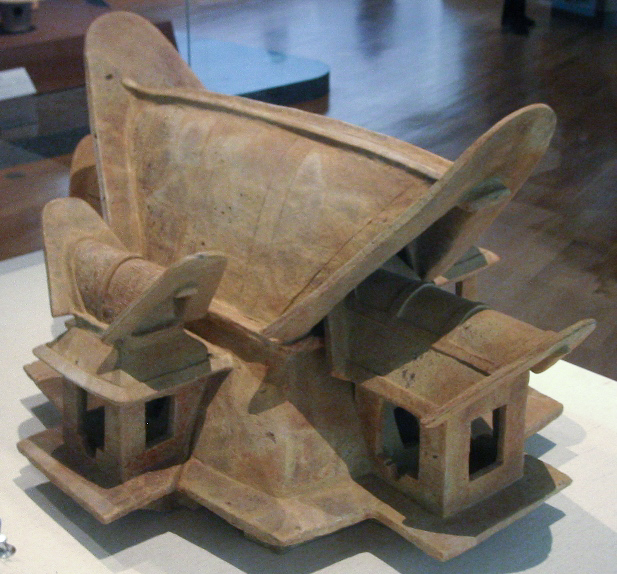
考古资料：埴輪子持家　藏于东京国立博物馆

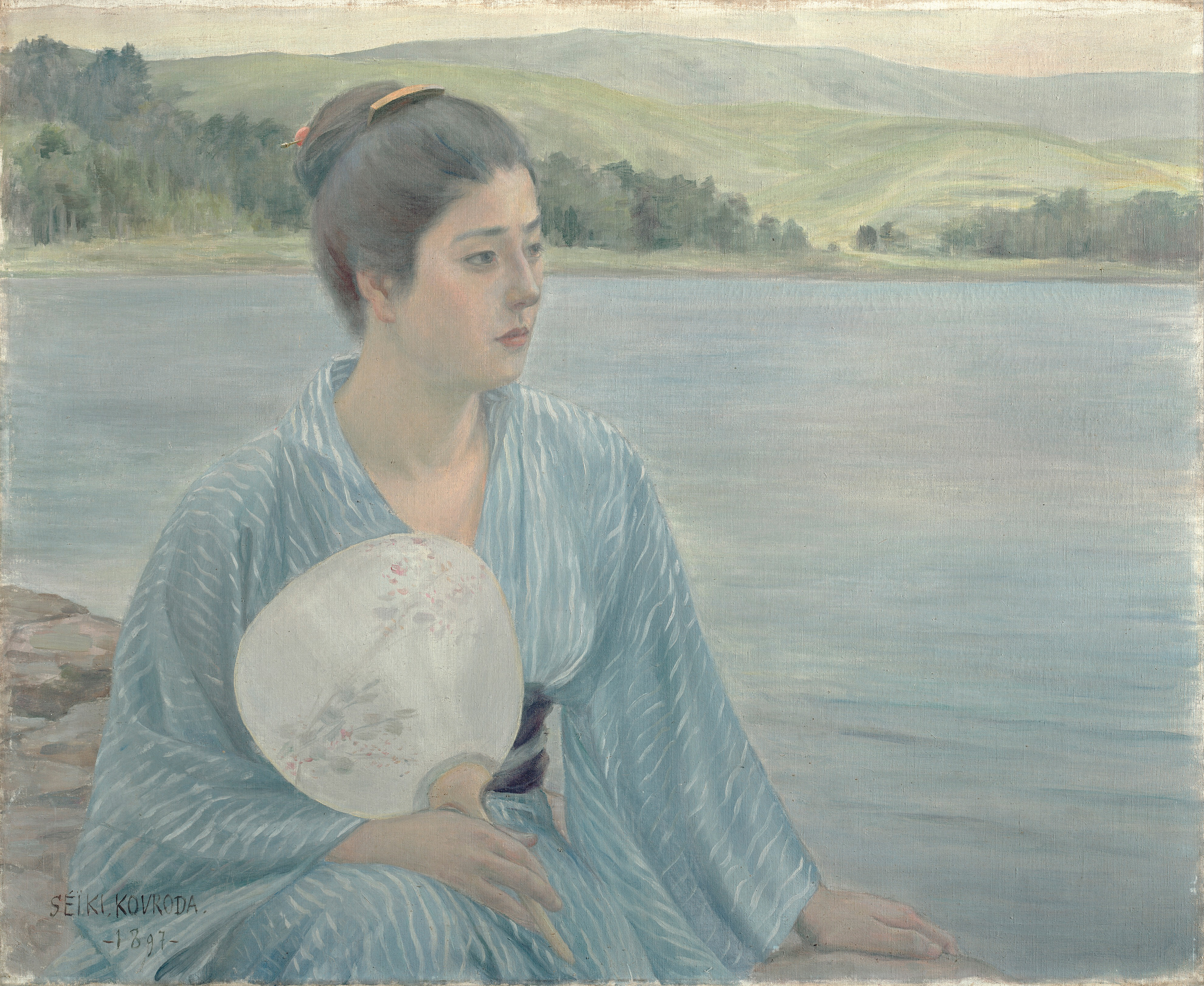
绘画：黑田清辉画作《湖畔》

重要文化财（日语：／），是指根据文化财保护法，由日本政府的文部科学大臣指定的具有重要历史价值和艺术价值的建筑、美术工艺品、考古资料、历史资料等等物质文化遗产，也简称为重文（じゅうぶん）。日本文化厅对其的官方英译为。
日本各地的地方公共团体（都道府县、市町村）也会根据各自的文化财产保护条例，指定相应的有形文化财，因此称之为“县指定重要文化财”、“市指定重要文化财”等。但《文化财保护法》所规定的“重要文化财”特指国家（日本国文部大臣）所指定的有形文化财。本条目中如无特别说明，“重要文化财”专指根据《文化财保护法》第27条规定而由日本国（文部科学大臣）指定的重要文化财（又称“国家重要文化财”）。

## “重要文化财”之语义

### “文化财”与“重要文化财”
所谓“文化财”，是指无论国家或地方自治体有无指定、选定、登录，所有的有形或无形的文化遗产。而《文化财保护法》中定义的“文化财”可以分类为“有形文化财”、“无形文化财”、“民俗文化财”、“纪念物（史迹、名勝、天然纪念物）”、“文化景观”以及“传统建筑物群”等六类（同法第2条第1项），其中属于“有形文化财”且經国家（文部科学大臣）所指定的文化遗产即称“重要文化财”（同法第27条第1项）。
因此值得注意的是，作为法令、行政用语的“重要文化财”并非指国家指定的全体文化财产，而仅仅指国家指定的有形文化财。与此类似的概念包括“重要无形文化财”、“重要有形民俗文化财”、“重要无形民俗文化财”等，都与“重要文化财”属于不同的范畴，因此严格意义上，不能将“重要有形民俗文化财”简称为“重要文化财”。

### 国宝与重要文化财
根据《文化财保护法》第27条规定，文部科学大臣有权将重要文化财中“从世界文化的视角来看具有极高价值，无可替代的国民之宝物”指定为国宝。根据1951年《国宝及重要文化财指定基准》（昭和26年文化财保护委员会告示第2号），可以將重要文化财中“制作精良，且在文化史上具有深远意义”“具有极高学术价值且在历史上具有深远意义”的文化遗产指定为国宝。因此从法律上讲，国宝也属于重要文化财中的一种。
此外，在1950年《文化财保护法》施行以前的旧制度中，与现今的“重要文化财”相当的概念一律称作“国宝”，这一点容易引起混同，需要注意。

### 都道府县、市町村指定的有形文化财
根据文化财保护法的规定，各个地方公共团体（都道府县、市町村）可以在国家指定的文化遗产之外，对于当地范围内的重要文化遗产也可以采取保存或者妥善利用等必要措施（同法第182条第2项）。因此，日本各都道府县、市町村往往也订立了各自的文化财保护条例，对物质文化遗产和非物质文化遗产进行了指定和保护。这一批文化遗产就会以“某某县指定文化财”或“某某市指定文化财”稱呼，以便与国家指定的文化遗产予以区别。
关于各地的物质文化遗产，称呼不一。例如东京都就称为“东京都指定有形文化财”，而青森县称为“青森县重宝”，长野县称为“长野县宝”，鸟取县称为“鸟取县指定保护文化财”等。总共47个都道府县中，福岛、群马、神奈川、岐阜、冈山、广岛、佐贺等县都将指定的物质文化遗产称为“○○县指定重要文化财”，这与国家指定重要文化财容易混同。此外，为了与各地指定文化遗产区别，往往有些资料上会将国家指定重要文化财叫做“国重要文化财”或“国重文”等，但都不是规范称呼。根据文化财保护法规定，应当规范简称为“重要文化财”。

## 文化财保护法与重要文化财

### 指定程序简介
对于重要文化财的候选项目，文化厅会进行前期调查，文部科学大臣会向文化审议会对应当指定的项目进行询问。文化审议会文化财分科会进行审议、表决后，文化审议会将向文部科学大臣进行有关文化遗产指定的答复。文部科学大臣如果同意，将把指定的项目名称、所有者等信息在官报上进行公告，并将有关指定文件交付给相关所有者（文化财保护法27条、28条、153条）。从法律上讲，从文部科学大臣将指定事实在官报上公告之日起，重要文化财的指定开始生效。此外，指定工作的依据是《国宝及重要文化财指定基准》。

### 所有者的义务
重要文化财的指定、管理、保护、公开等相关事项，在《文化财保护法》第3章“有形文化财”的第1节“重要文化财”（第27 – 第56条）有所规定。该法第44条明文禁止向日本国外出口重要文化财，另外也规定了改变重要文化财的现状必须取得文化厅长官的许可。
重要文化财的所有者有义务根据《文化财保护法》、相关法令及文化厅长官的指示管理其重要文化财（第31条）、如需变更重要文化财的所有者及保管地址，则应当向文化厅长官提出申请（第32条、第34条）。一般而言，重要文化财的修理及公开等应当由所有者自费负担（第34条之2、第47条之2），但如果所有者因特殊情况无法负担管理、修理等费用的，政府可以承担部分的补助金（第35条）。
重要文化财在转让方面也有一定的限制。当所有者考虑将重要文化财有偿出让时，应当首先向文化厅长官提出出让的申请（第46条）。另一方面，重要文化财的拥有、转让、继承、赠与等情况下，其固定资产税、所得税、遗产税、赠与税等方面都会有一定的减免税优惠措施（租税特別措置法第34条、第40条之2等）。
另一方面，重要文化财的拍卖转让，当初并没有為立法者顧及，因此并不受限制。例如2009年5月圆满院（滋贺县大津市）中經指定为重文的建筑被申请拍卖。对此，文化厅认为“重文因拍卖而转移其所有权，并不妥当”，主张应当采取相应措施进行规范。

### 下落不明的重要文化财
2016年5月，文化厅发表了2016年3月末重要文化财的现状确认调查结果。根据报告，2014年7月指定为重文的10524件美术工艺品中，有172件（其中国宝为2件）下落不明，另有58件（其中国宝为7件）需要追加确认。172件下落不明的文化财产中，69件因所有人迁居，38件因所有人死亡，30件被盗走，9件變卖出去，2件因法人解散，24件原因不明。这172件文物中，刀剑共有78件（其中5件失竊），数量最多。

## 文化遗产保护制度的沿革

### 《古器旧物保存方法》
古器旧物
日本有关文化遗产保护的最初的法规是1871年太政官布告之《古器旧物保存方》（古器旧物保存方）。根据该布告，以近畿地区为主的神社佛寺等提交了各自的“古器旧物”名单，并在第二年5月到10月期间，开展了日本首次的文化遗产调查，即“壬申检查”。“壬申”是1872年的干支称法。这一次调查的主要负责人为文部官僚町田久成（东京国立博物馆首任馆长）、蜷川式胤、油画家高桥由一、摄影师横山松三郎等。
宝物
1888年宮内省内设立了临时全国宝物调查局。局长为后来的国立博物馆馆长九鬼隆一担任，成员中也包括近代日本美术史上影响巨大的冈仓天心及厄内斯特・费诺罗萨等。此处所指的“宝物”相当于文化财保护法中的“美术工艺品”，不包括有形文化财中的建筑。

### 《古社寺保存法》
国宝、特別保护建筑物
根据上述调查的结果，1897年《古社寺保存法》颁布施行，日本首次进行了文化财指定工作。1897年12月28日官报上首次刊登了155件指定国宝以及44处特別保护建筑。古社寺保存法中的国宝及特别保护建筑相当于《文化财保护法》中的“重要文化财”。顾名思义，这部法规主要将神社佛寺中的建筑及文物作为保护对象，也规定了国库应当支出相应的保存修理费用。

### 《国宝保存法》
国宝
1929年,新颁布施行的《国宝保存法》取代了《古社寺保存法》。这部法律扩大了保护范围，不仅限于神社佛寺，而是将国家、地方自治体、法人、个人等拥有的重要文物都列入国宝的指定范围。此外，也不再使用“特别保护建筑”的称法，统一称为“国宝”。
出台这部法律的背景是，当时各地城郭日渐荒废，而原来大名家收藏物品也逐渐散落遗失。根据国宝保存法规定，1930年东京的德川家灵庙（私人所有）、名古屋城（名古屋市所有）等指定为国宝，1931年东京美术学校（现为东京艺术大学）保管的绘画等（国家所有）指定为国宝。根据国宝保存法而进行的指定工作一直继续至1944年，此后随着战争的破坏，从1945年开始中断，之后又在1949年进行过两次（2月、5月）。

### 《文化财保护法》
重要文化财
1950年，《国宝保存法》、《史迹名胜天然纪念物保存法》以及认定重要美术品《关于重要美术品等保存的法律》整合成新的《文化财保护法》。这部法律的出台，与前一年发生在法隆寺金堂的火灾以及壁画的损坏有着密切的关系。自该法律施行之后，原有的“宝物”这一称呼便改成“文化财”以及“重要文化财”这一官方称呼。另外，该法律也首次规定了对非物质文化遗产的保护，因此具有划时代的意义。
从旧法的“国宝”到重要文化财
1897年至1949年期间，根据古社寺保存法以及国宝保存法而指定为“国宝”的文物中排除火災焚毀者之外，共有宝物类（美术工艺品）5,824件以及建筑1,059件。这些文化遗产称为“旧国宝”，并自1950年8月29日起，自动成为文化财保护法施行后的“重要文化财”。此外，“重要文化财”中地位特别重要的文化遗产也在新法意义下指定为“国宝”。因此，在1950年前后，国宝的含义有所不同。旧法中的“国宝”相当于新法中的“重要文化财”（文化财保护法附则第3条）。为避免两者的混同，往往将新法中所谓的“国宝”俗称为“新国宝”。但需要避免误解的是，并不存在二战前日本的“国宝”在战后降级为“重要文化财”这一事实。

## 件数

### 指定件数
重要文化财可以分为建筑与美术工艺品两大类别，其中美术工艺品又可以分为绘画、雕刻、工艺品、书法・典籍、古文书、考古资料、历史资料等七个小类别。指定件数记载如下：
- 建筑物－2,456件4,825栋（其中国宝为223件282栋）（截止至2016年7月25日）[10]
- 美术工艺品－10,654件（其中国宝为878件）（截止至2016年8月17日）[11]
  - 绘画－2,010件（其中国宝为160件）
  - 雕刻－2,699件（其中国宝为131件）
  - 工艺品－2,452件（其中国宝为253件）
  - 书法・典籍－1,906件（其中国宝为225件）
  - 古文书－763件（其中国宝为60件）
  - 考古资料－626件（其中国宝为46件）
  - 历史资料－198件（其中国宝为3件）

按照都道府县统计的数量
1.东京都 2,744件　2.京都府 2,154件　3.奈良县 1,316件　4.滋贺县 816件　5.大阪府 670件
（2015年1月1日统计）

### 下落不明的文化财数量
根据2016年3月末的调查结果，在2014年7月指定的重要文化财中的10524件美术工艺品中，有172件（其中有2件国宝）下落不明，另有58件（其中有7件国宝）正在补充调查其保存现状。
（参照#下落不明的重要文化财）

## 指定对象的多样化

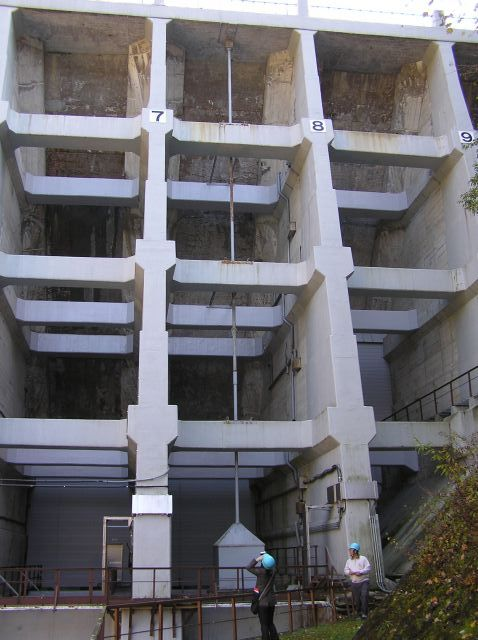
近代建筑物（丸沼堰堤）

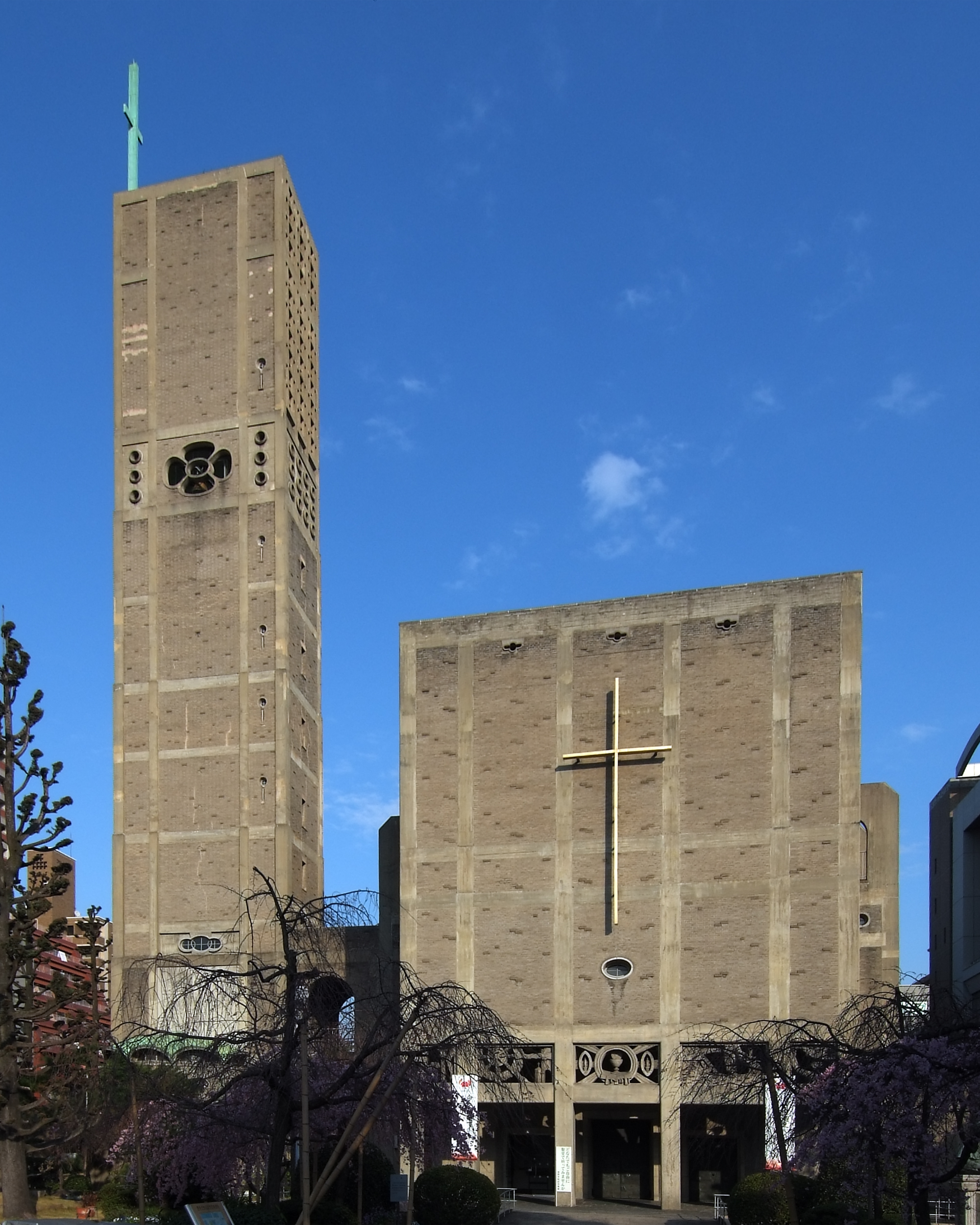
近代建筑物（世界和平纪念圣堂）

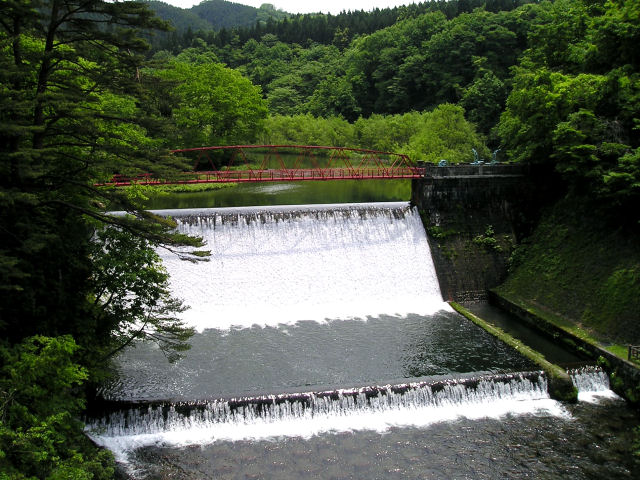
近代建筑物（土木遗产） （藤仓水源地水道设施）

### 近代建筑的指定

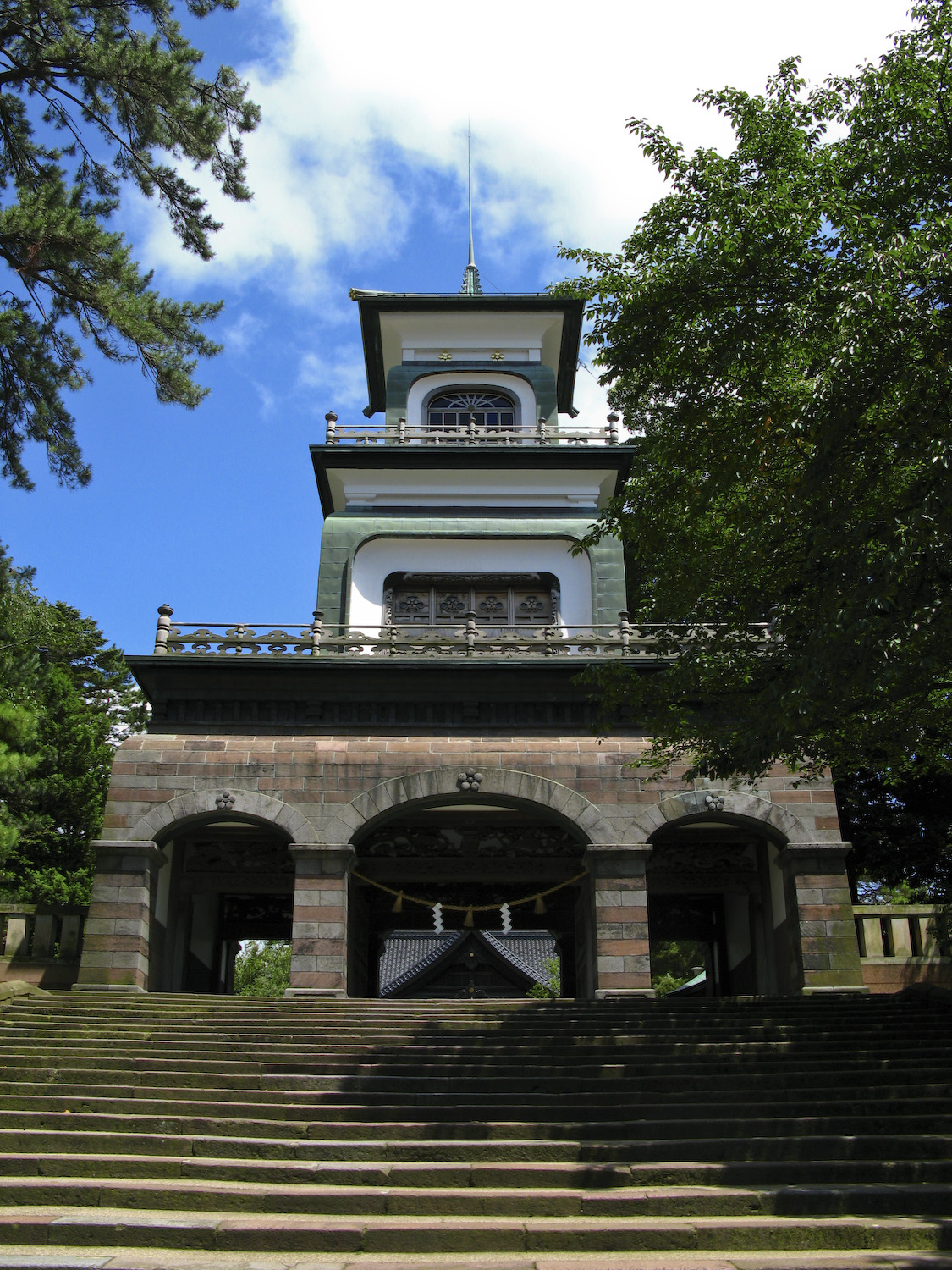
尾山神社神门
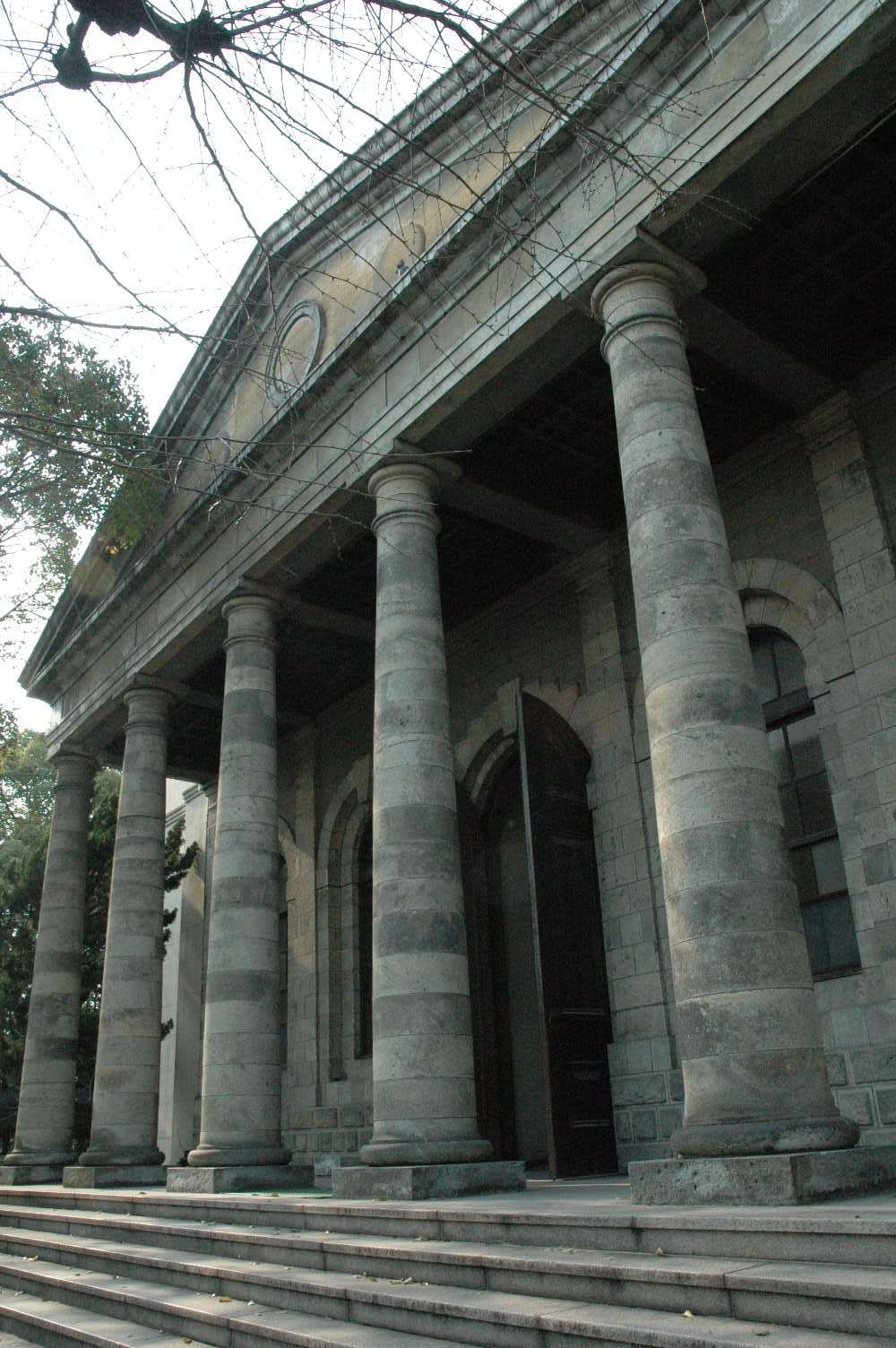
旧造币寮铸造所正门
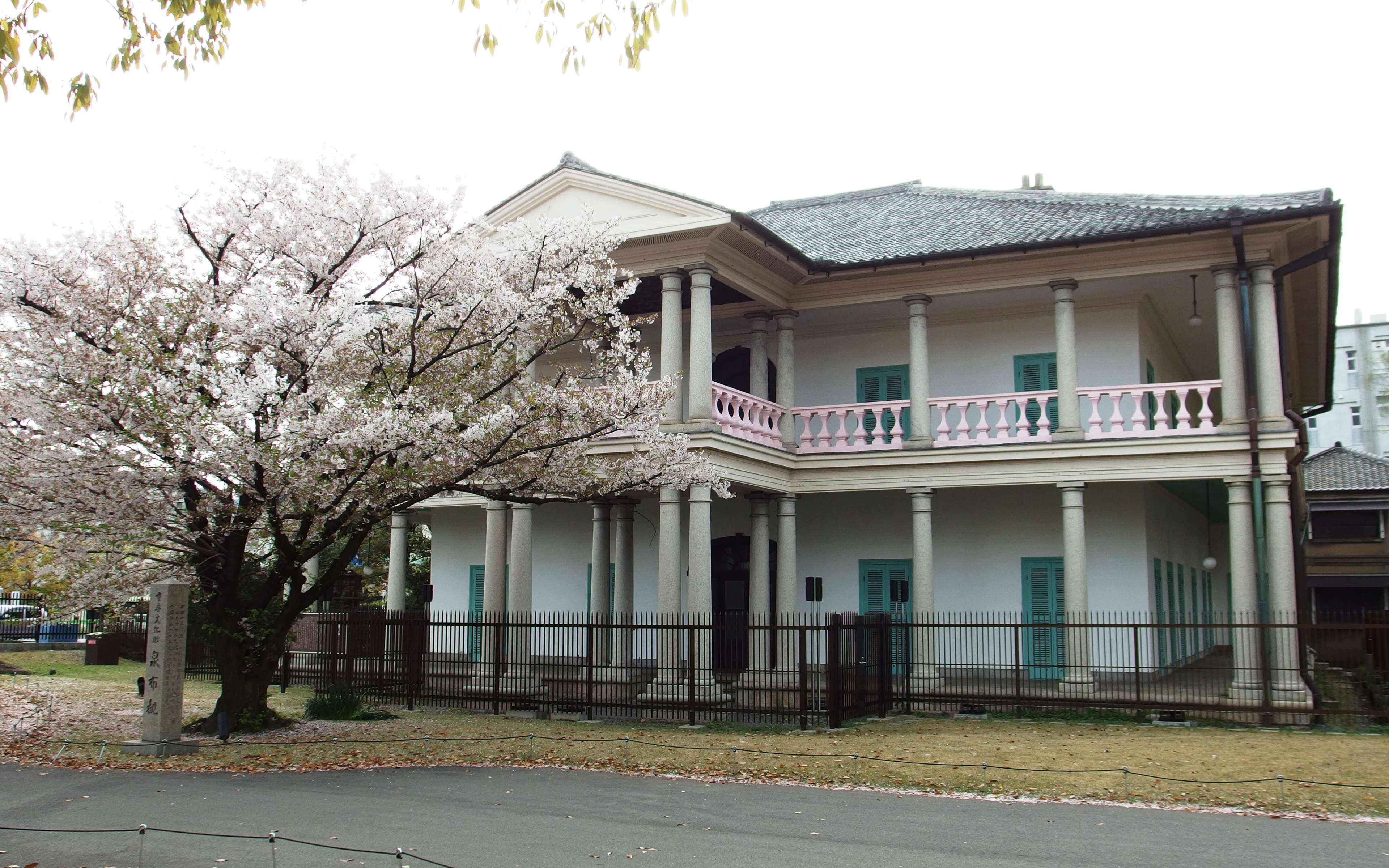
泉布观
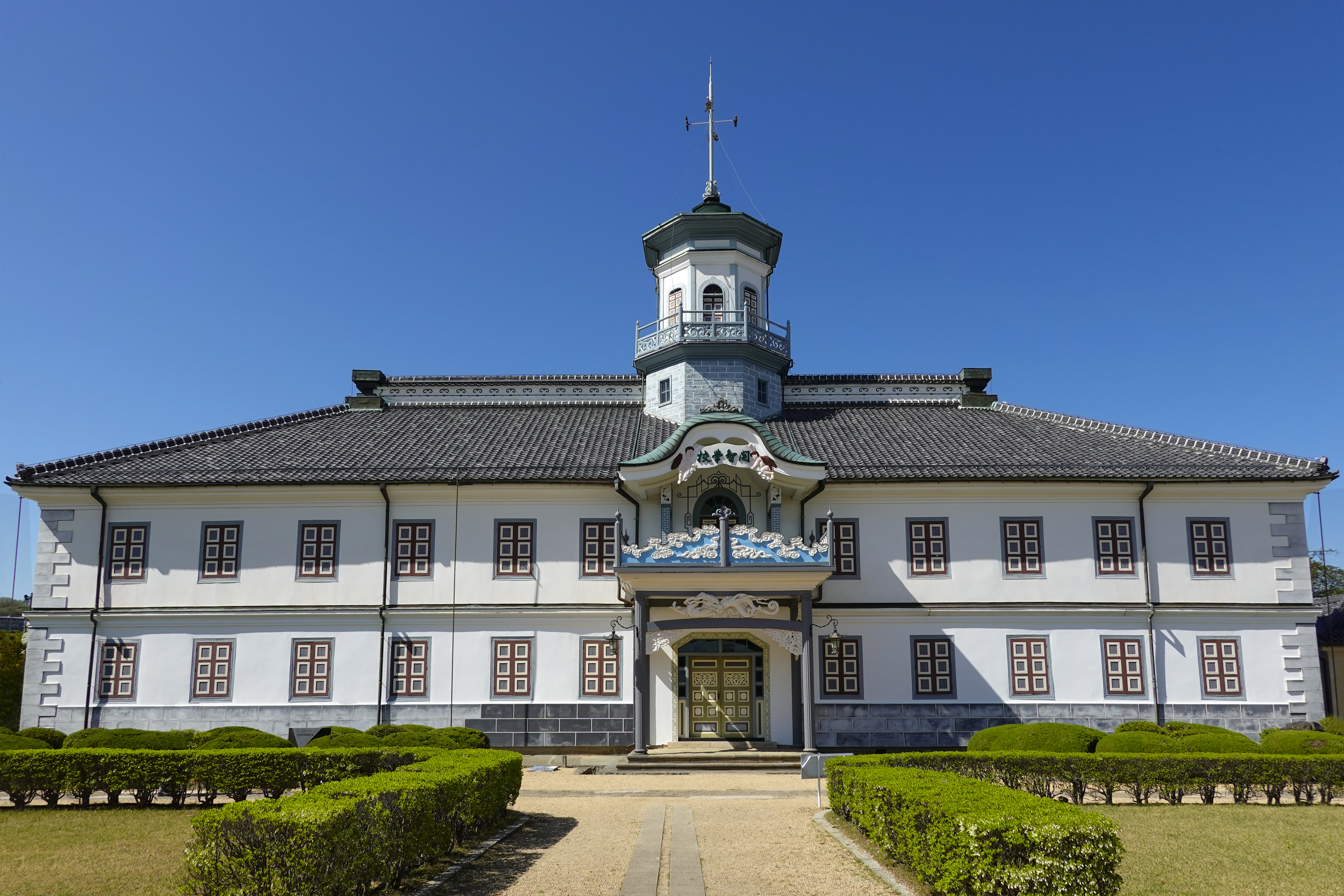
旧开智学校校舍
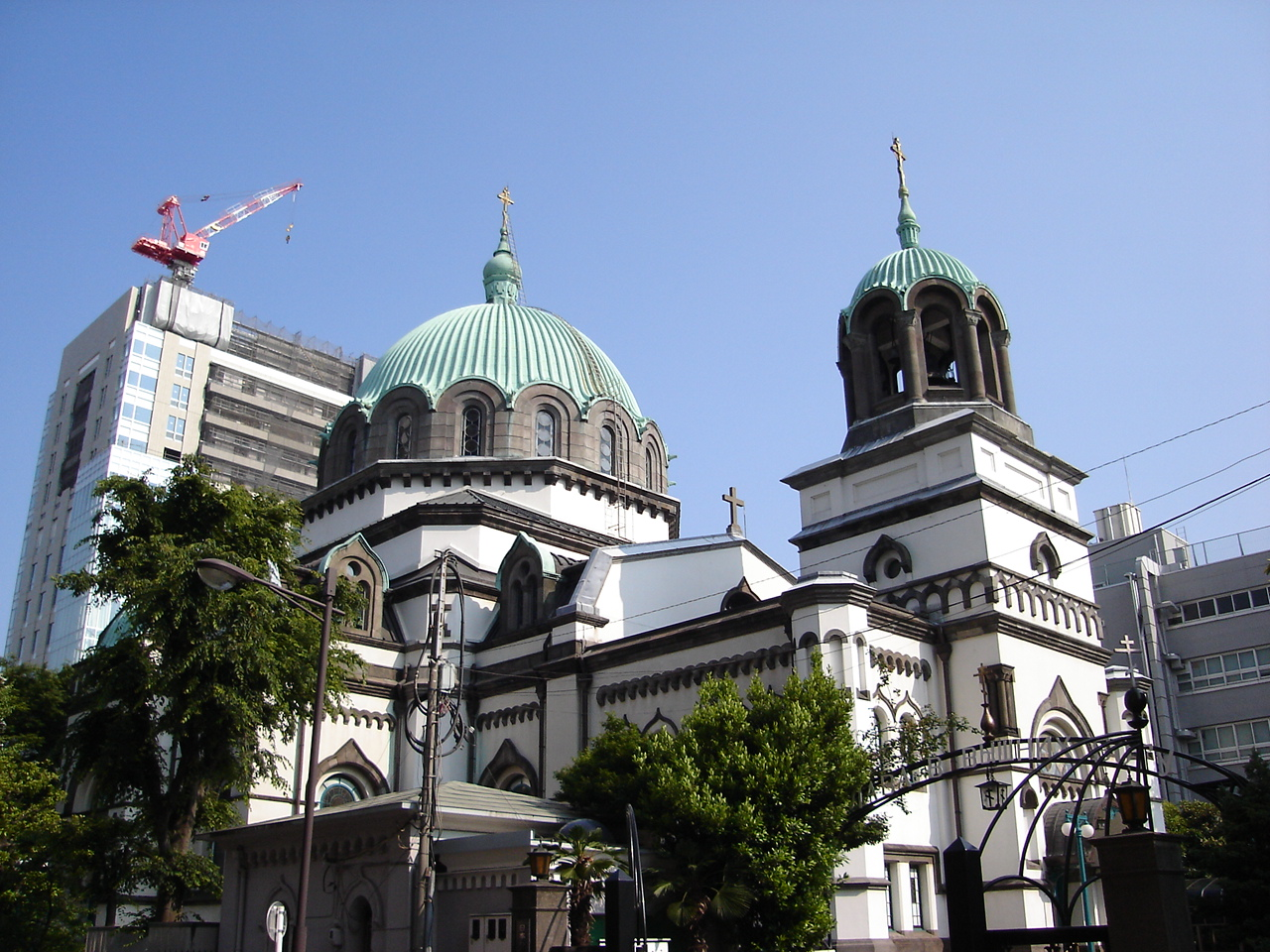
尼古拉伊堂
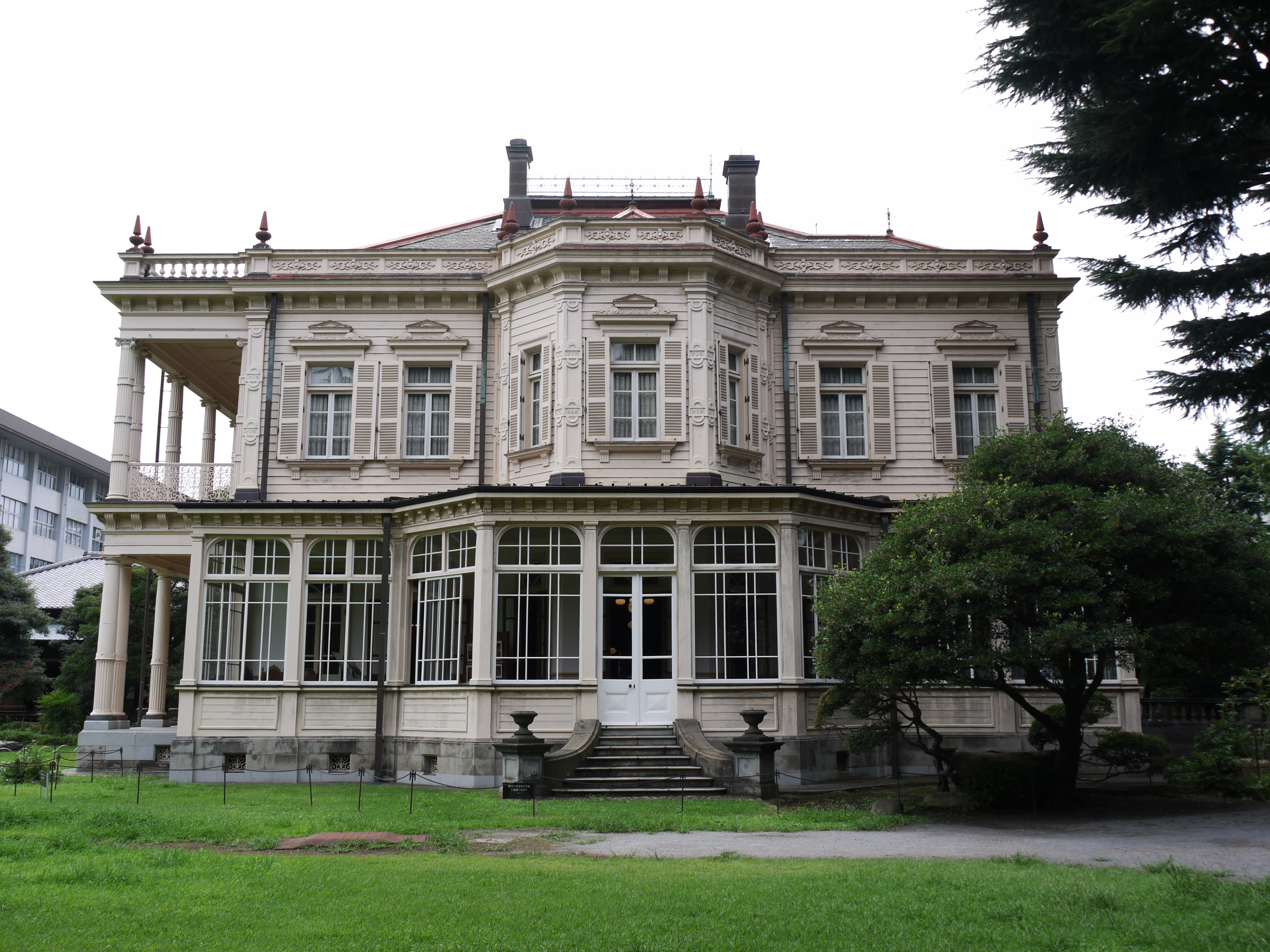
旧岩崎家住宅
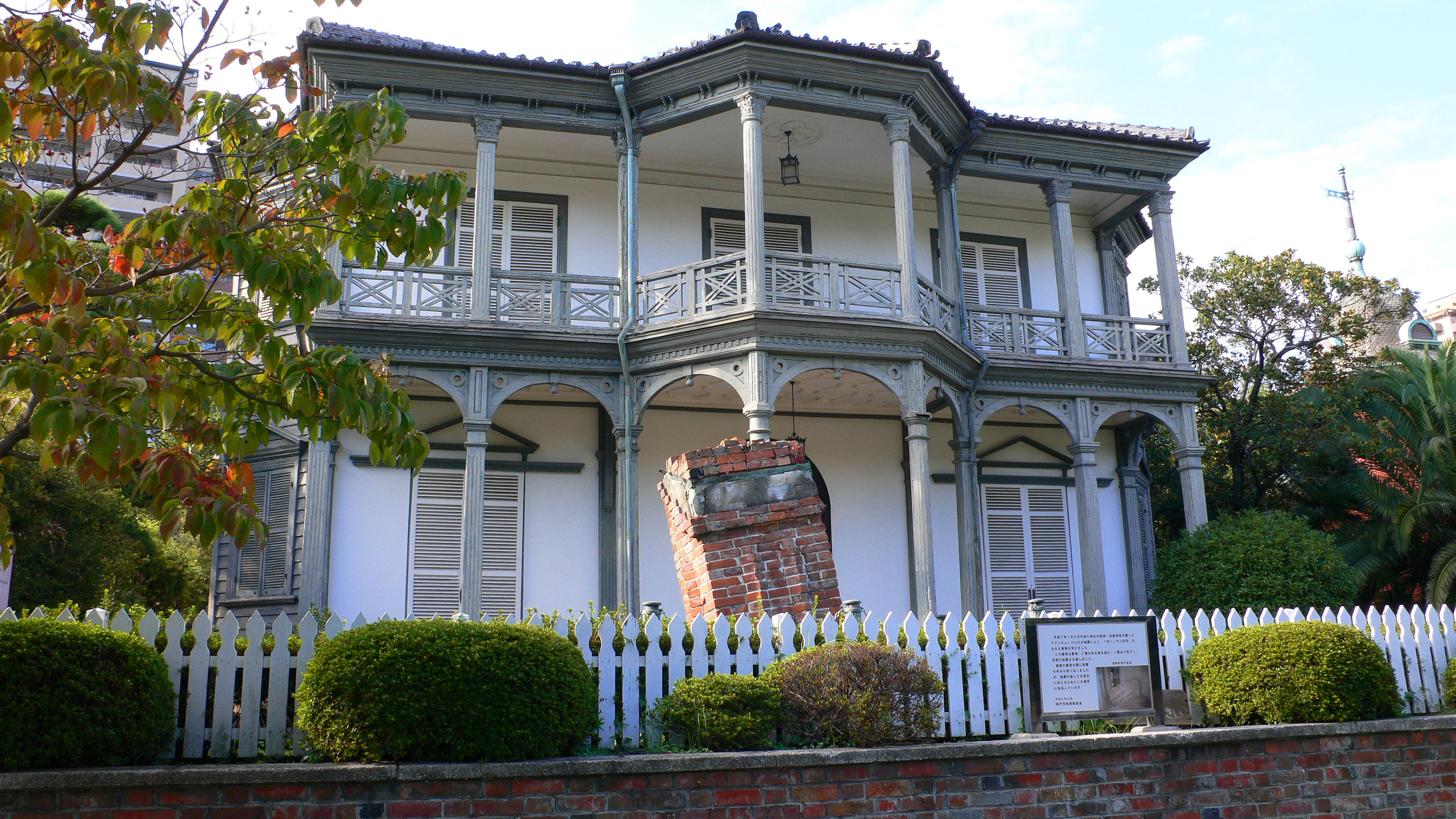
旧哈萨姆住宅
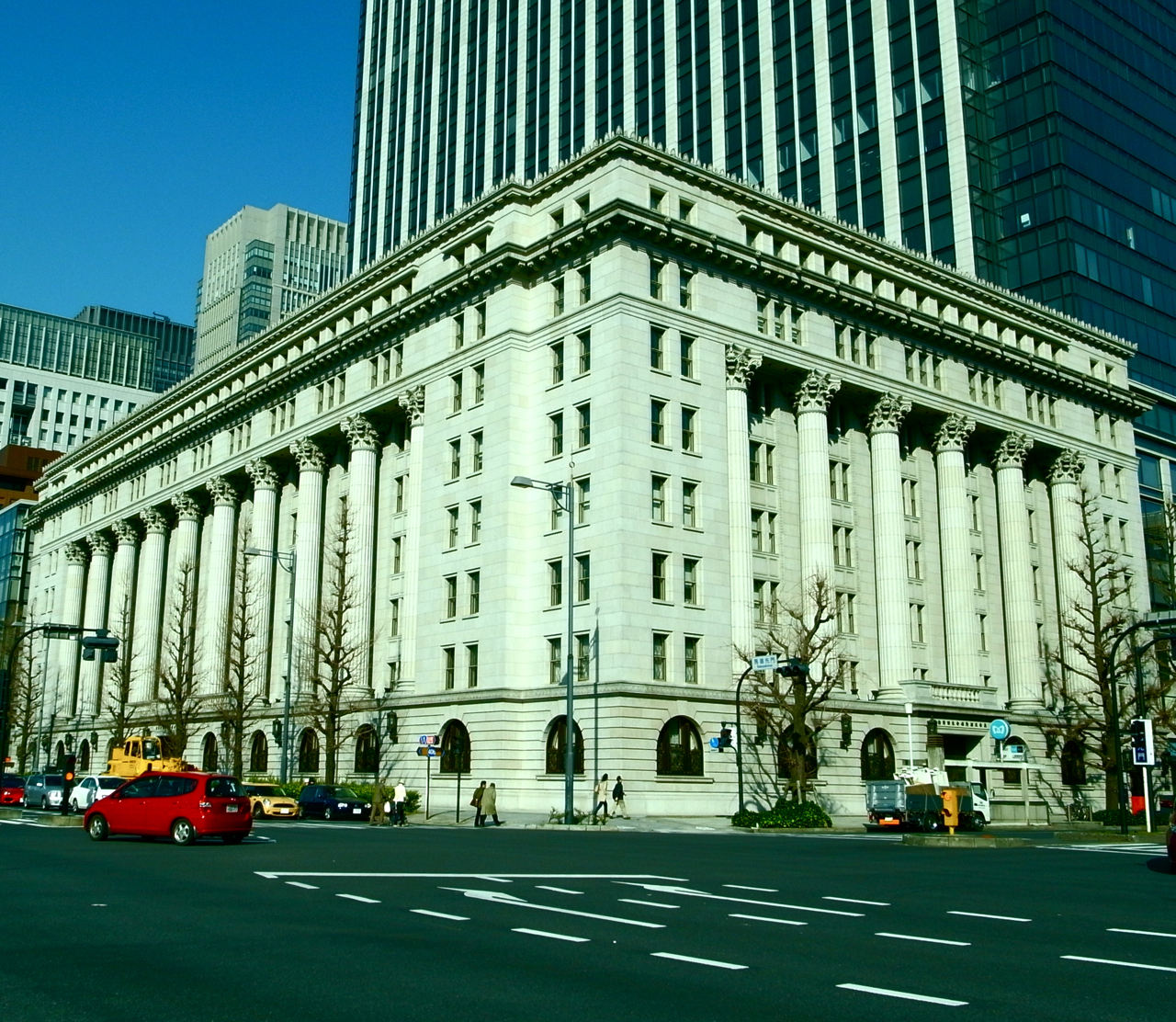
明治生命馆

### 历史资料的指定

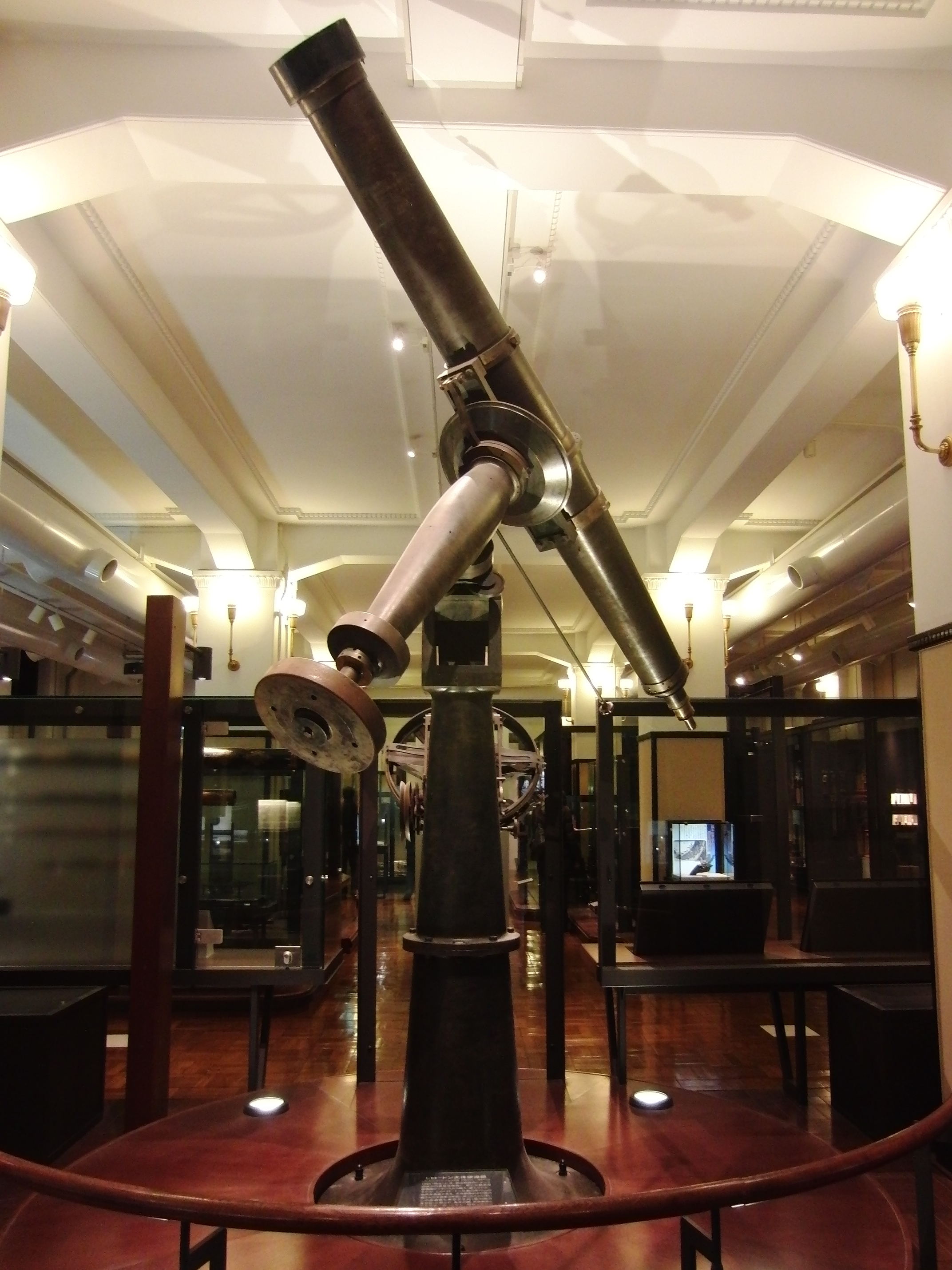
历史资料 天体望远镜（海因希屈折赤道仪） 藏于日本国立科学博物馆

## 重要文化财图片

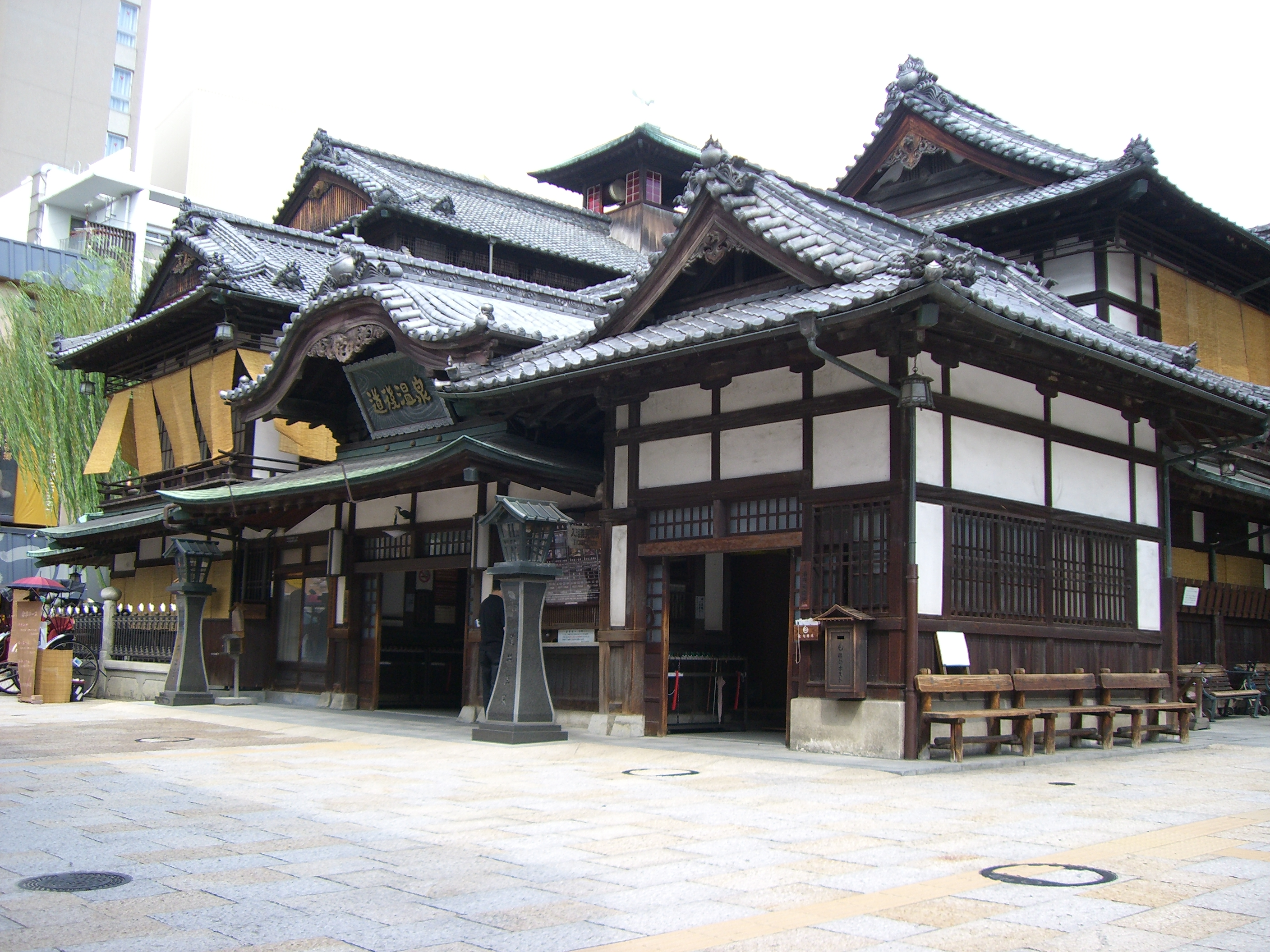
道后温泉本馆（代日式建筑）
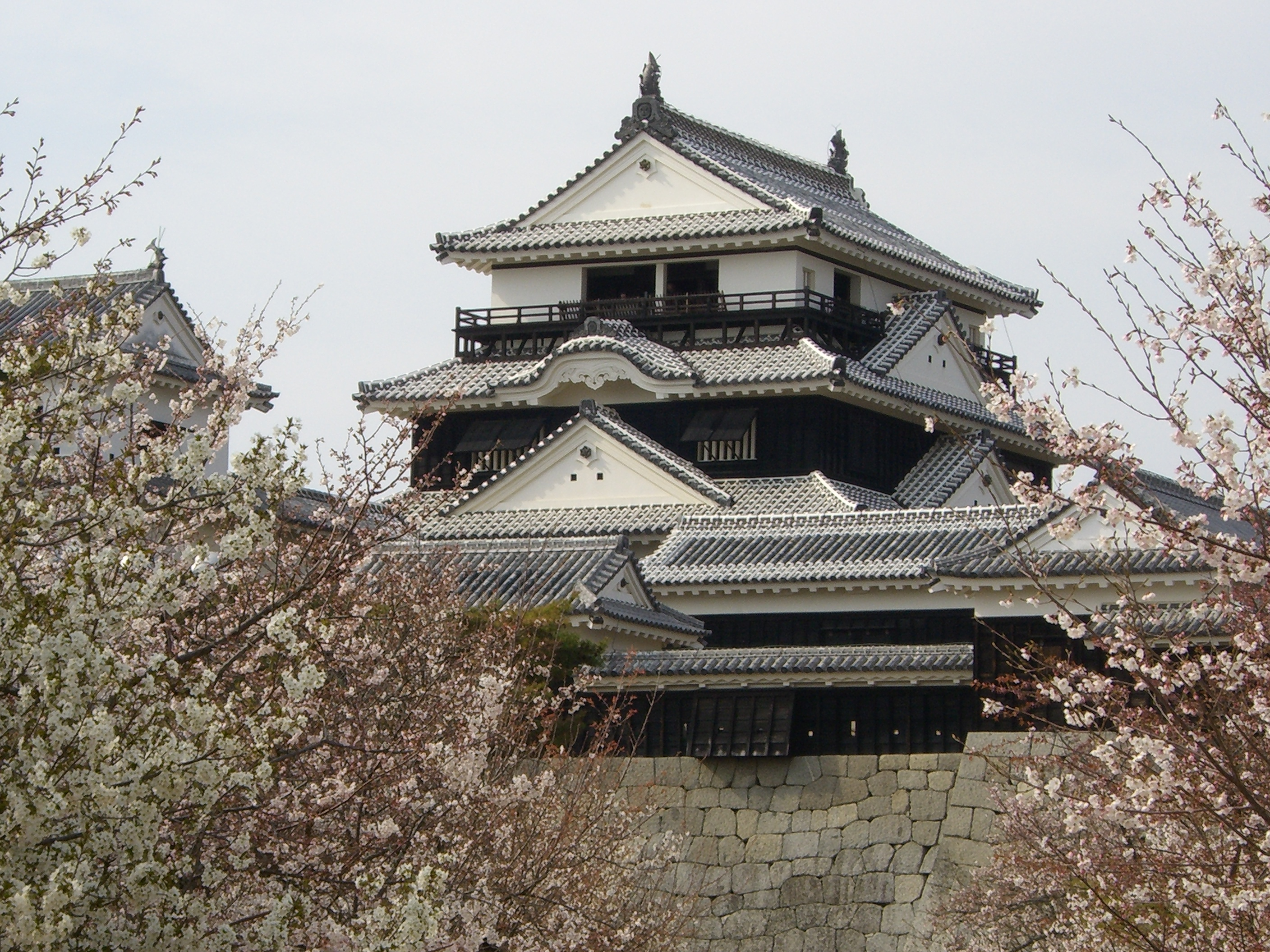
松山城（重要文化财及史迹）
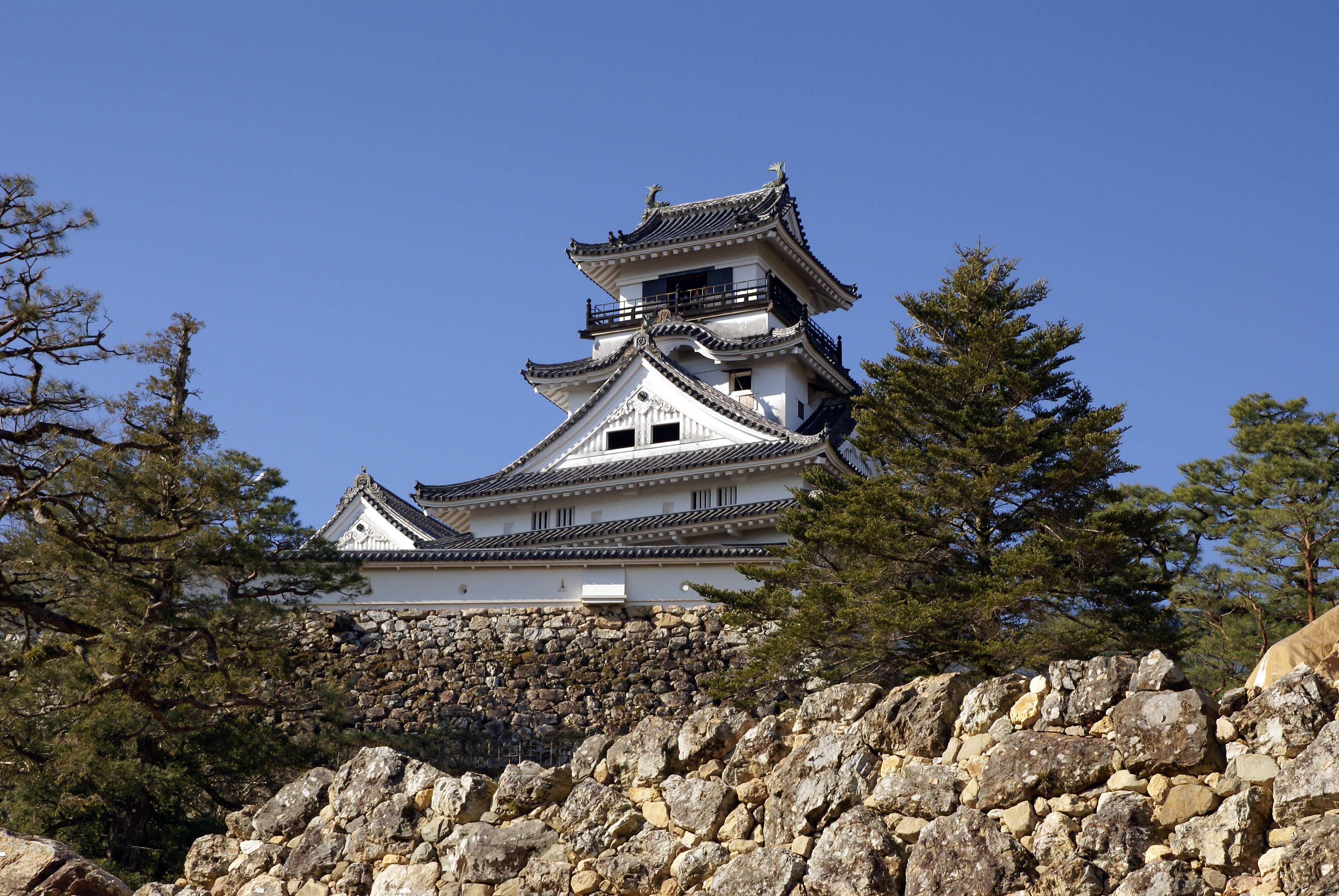
高知城（重要文化财及史迹）
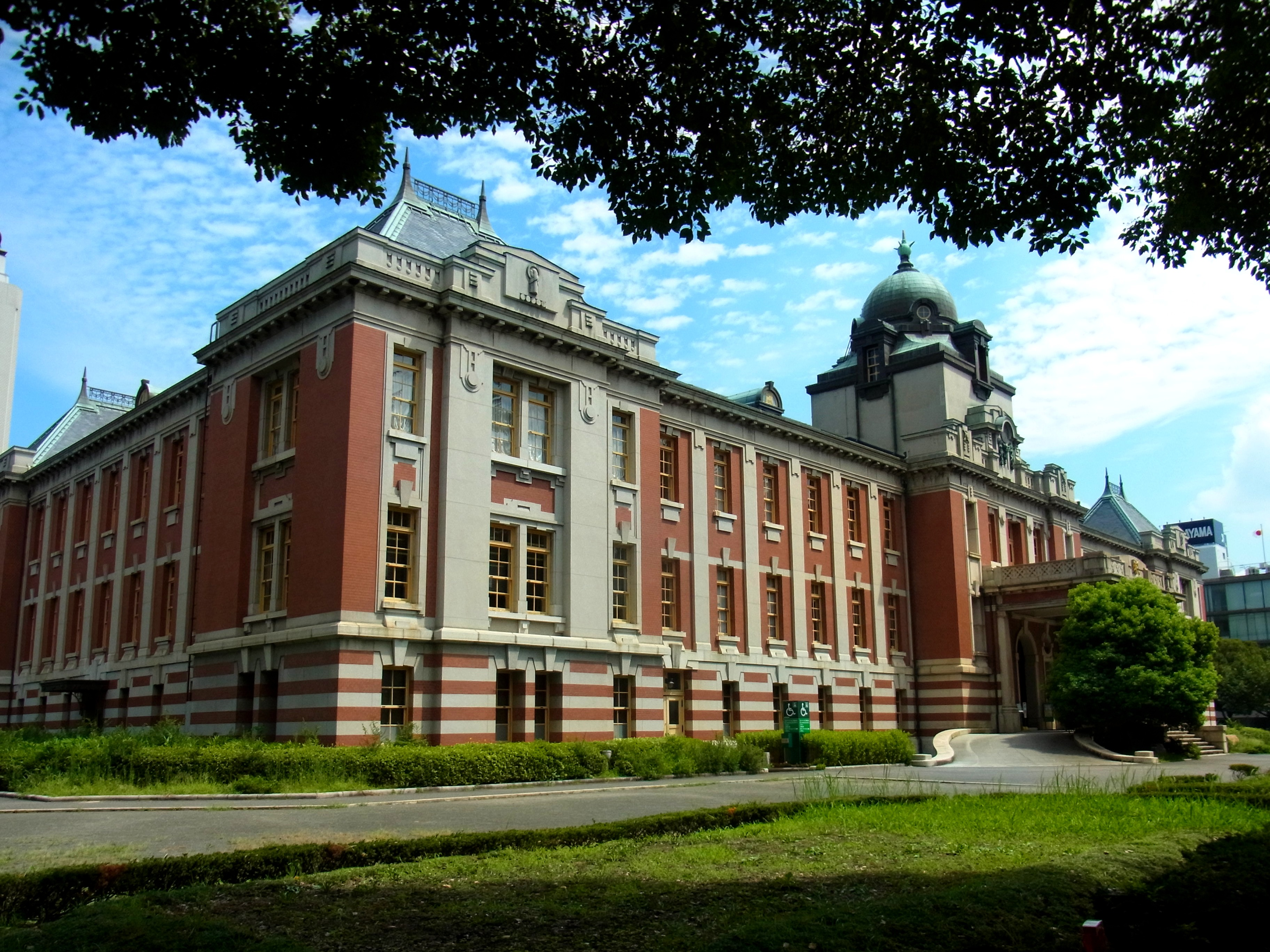
名古屋市市政资料馆
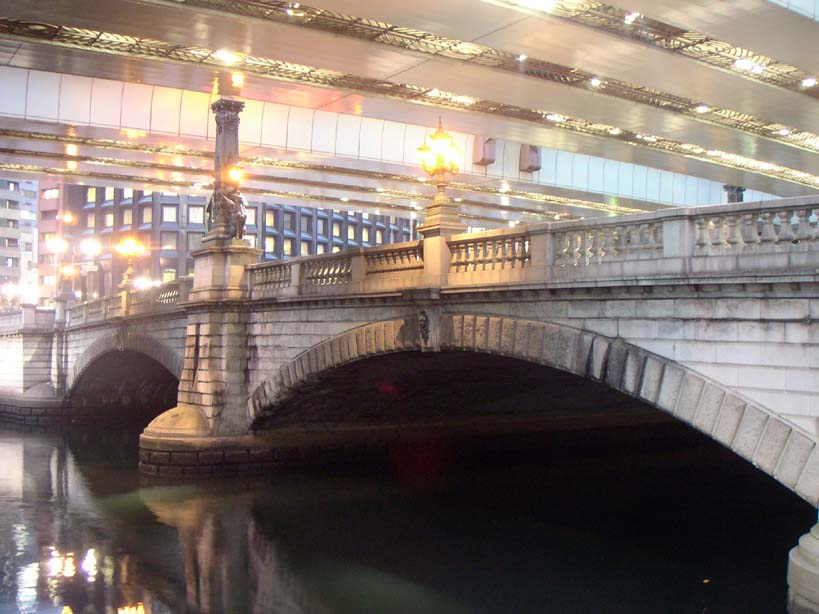
日本桥
酒井抱一 风雨草花图 东京国立博物馆
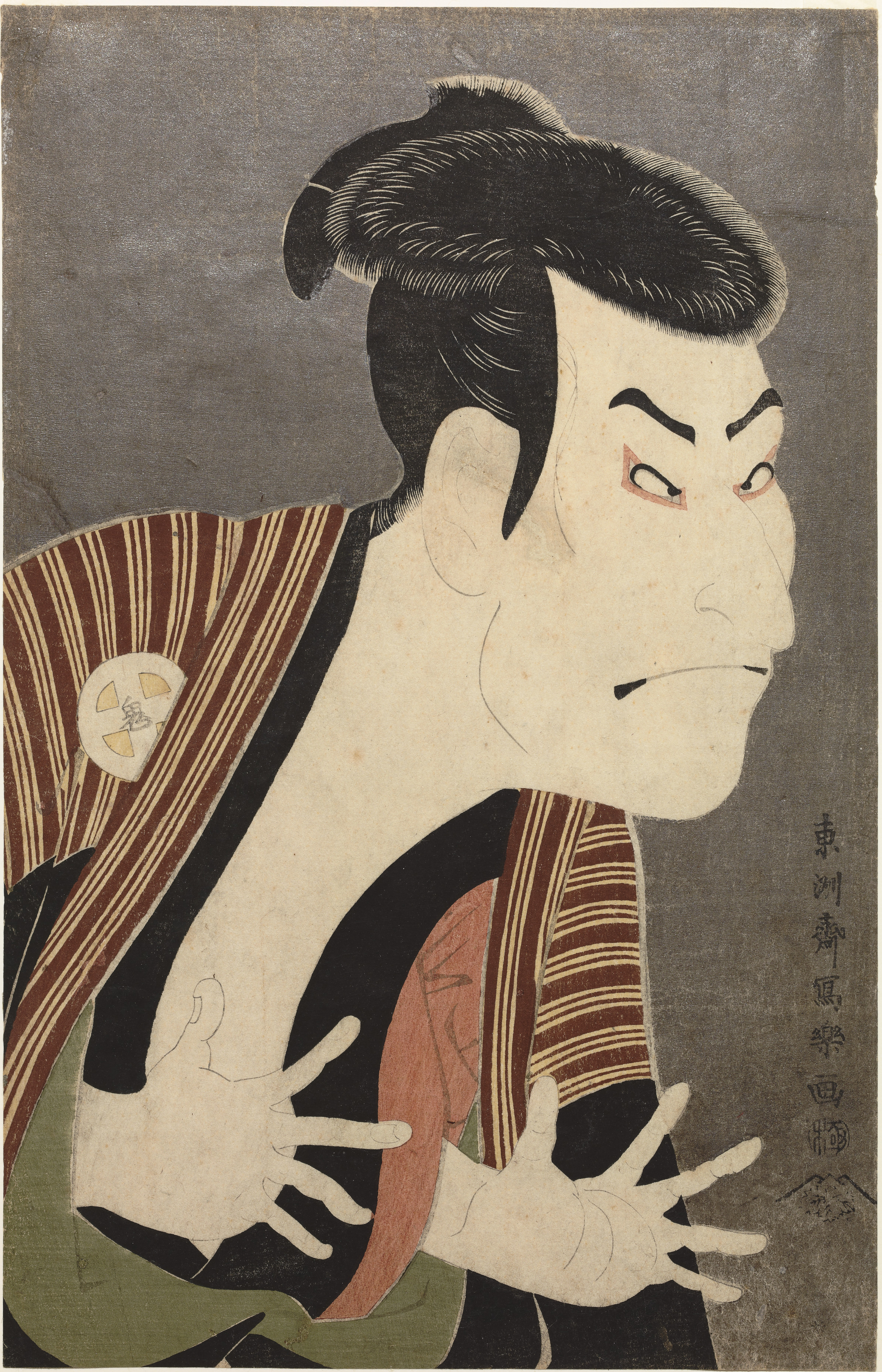
“江户三座役者似顔绘”东洲斎写乐（版画） 江户时代
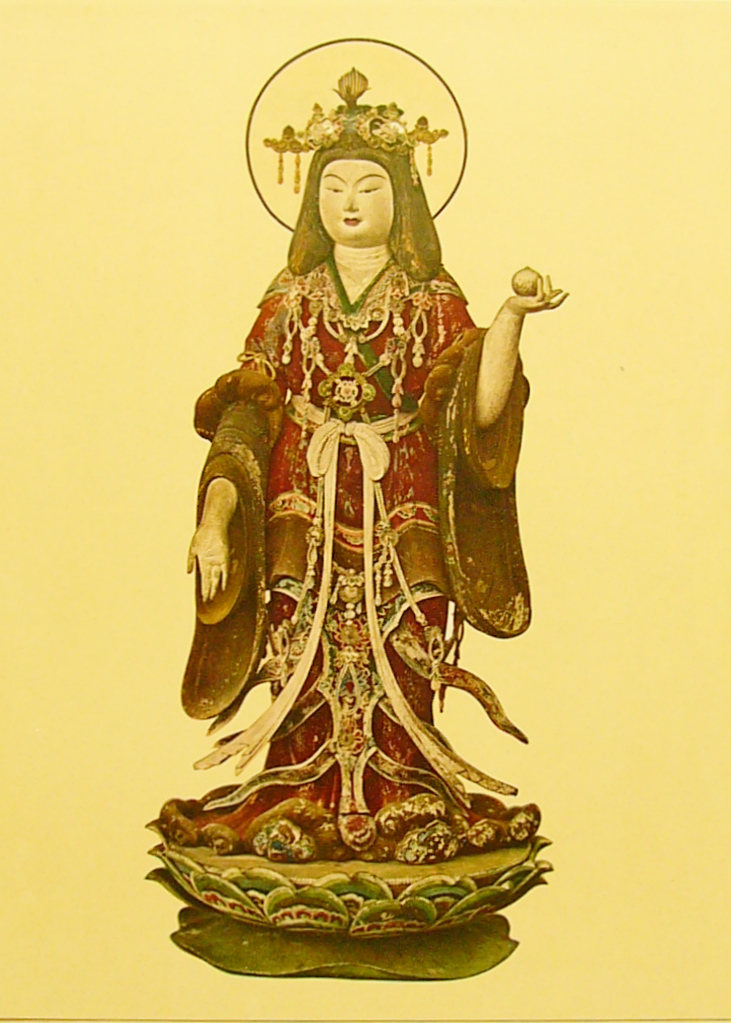
木造吉祥天立像 京都浄瑠璃寺
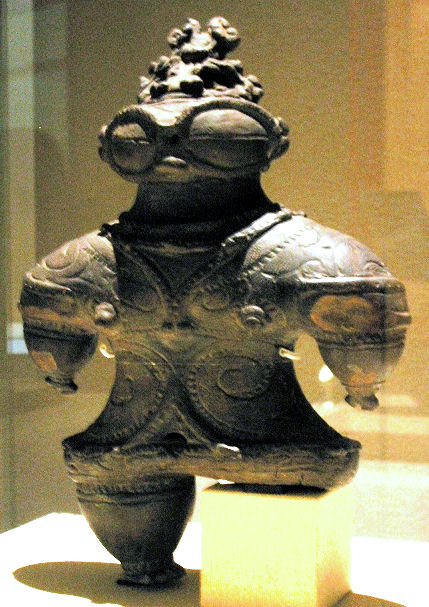
土偶（青森县亀ヶ冈遺跡出土）东京国立博物馆
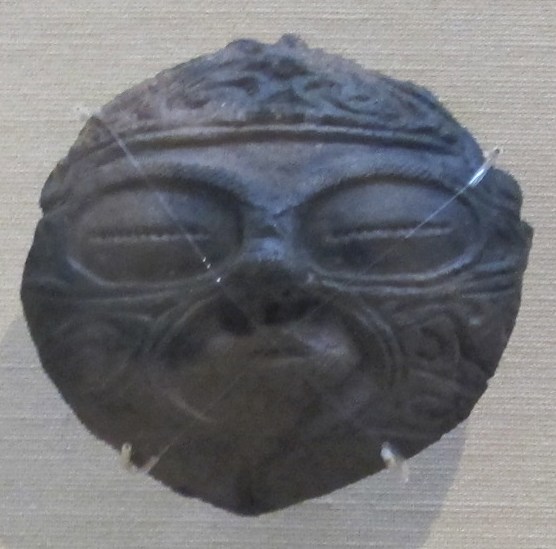
土面　青森县つがる市木造亀ケ冈出土 绳文时代
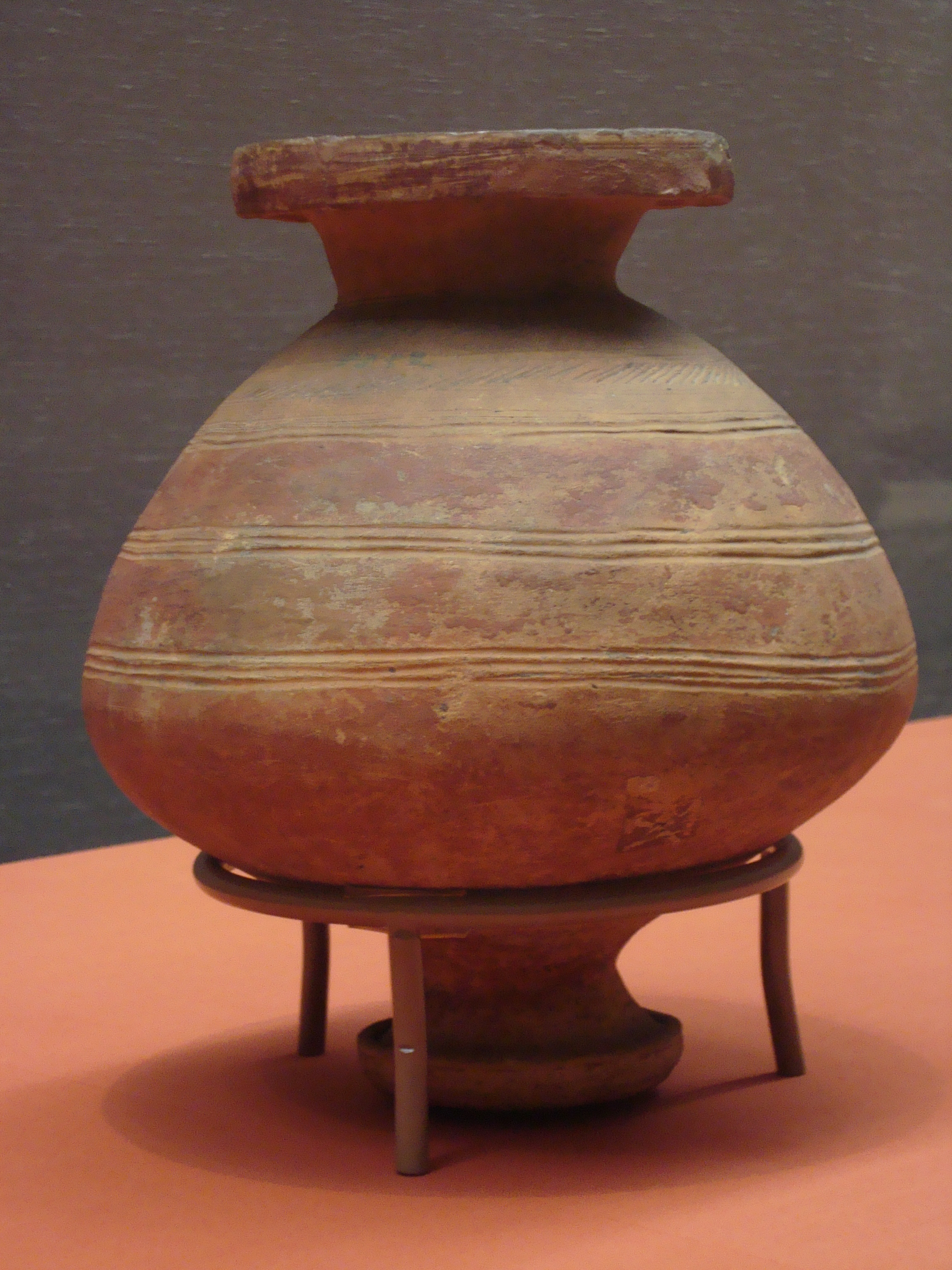
台付壺形土器 愛知县名古屋市热田区高藏町出土 弥生时代
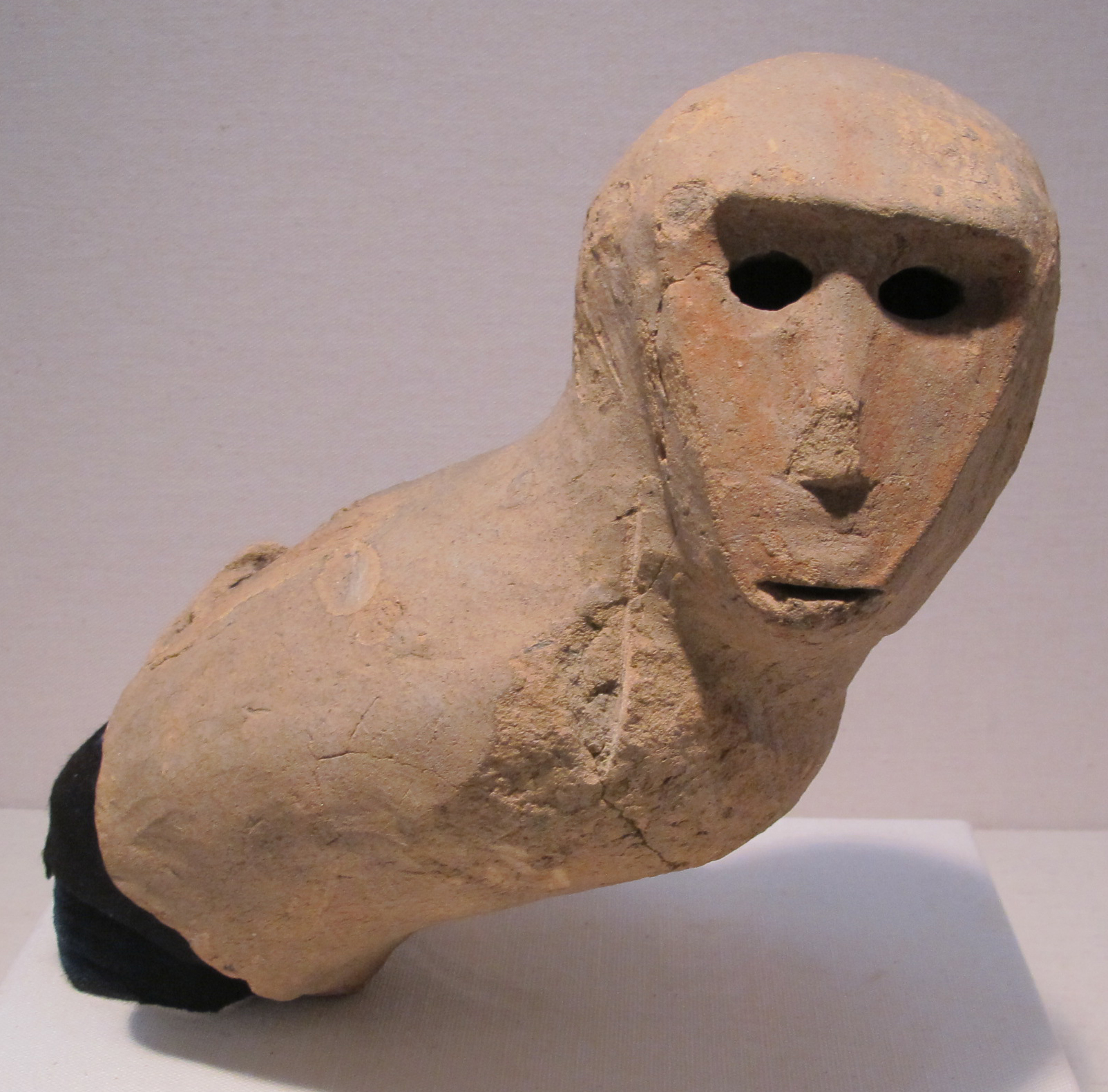
埴輪猿 茨城县行方市冲洲出土 古墳时代
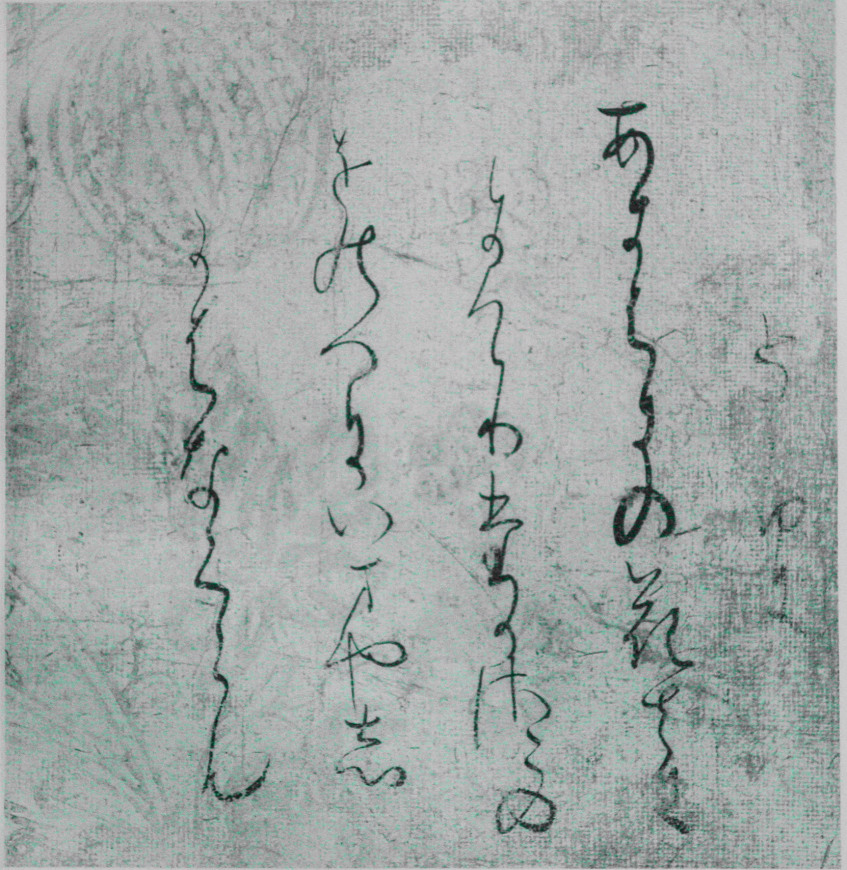
寸松庵色紙 平安时代
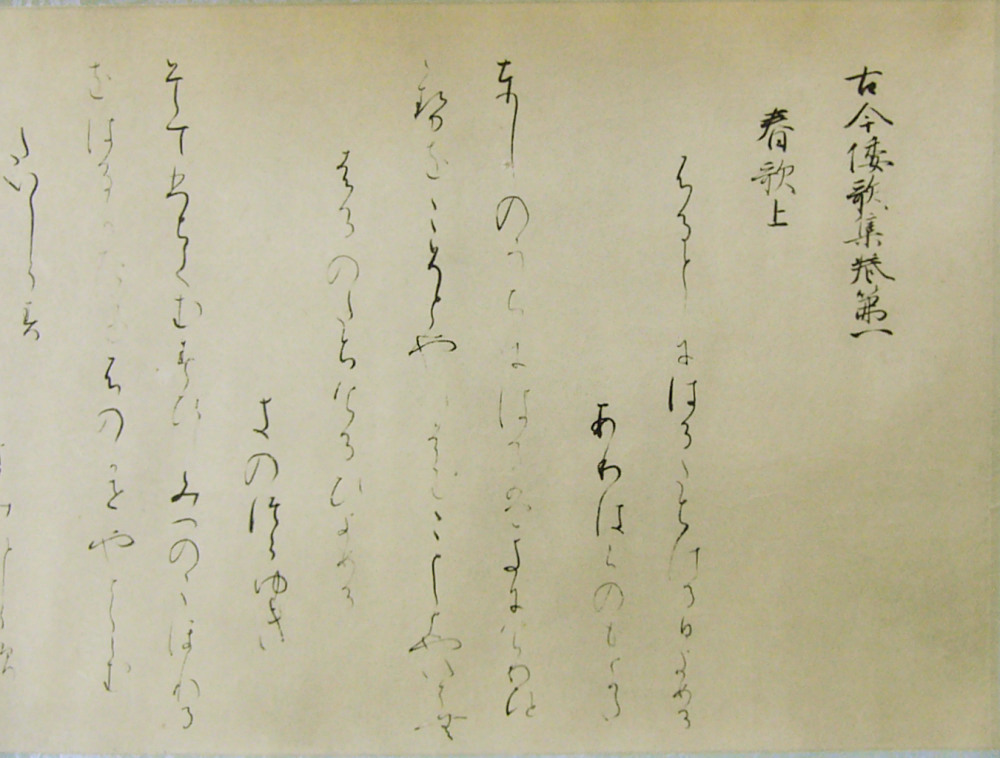
古今和歌集巻第一断簡（高野切）五岛美术馆
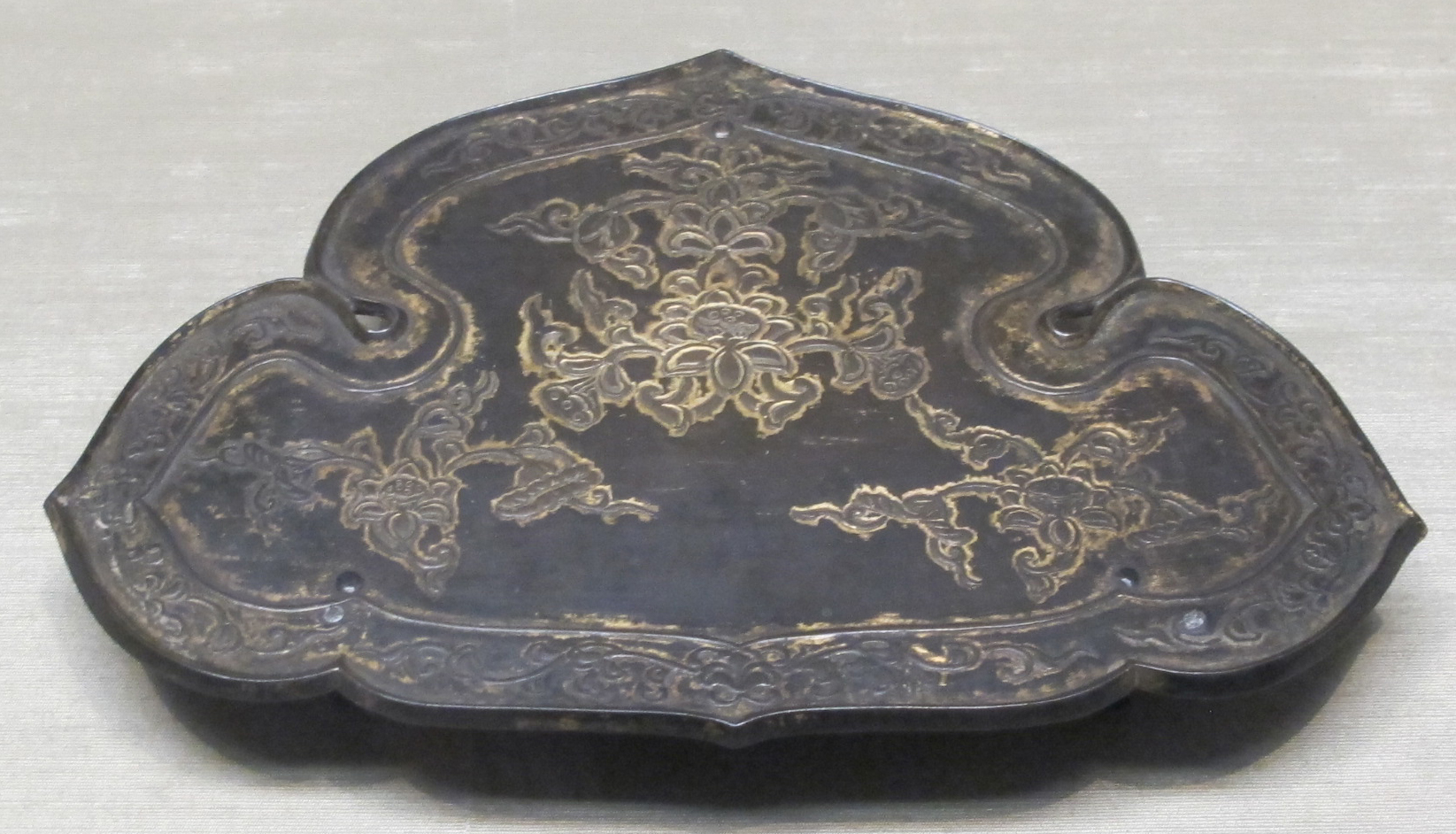
金銅金剛盤 平安时代
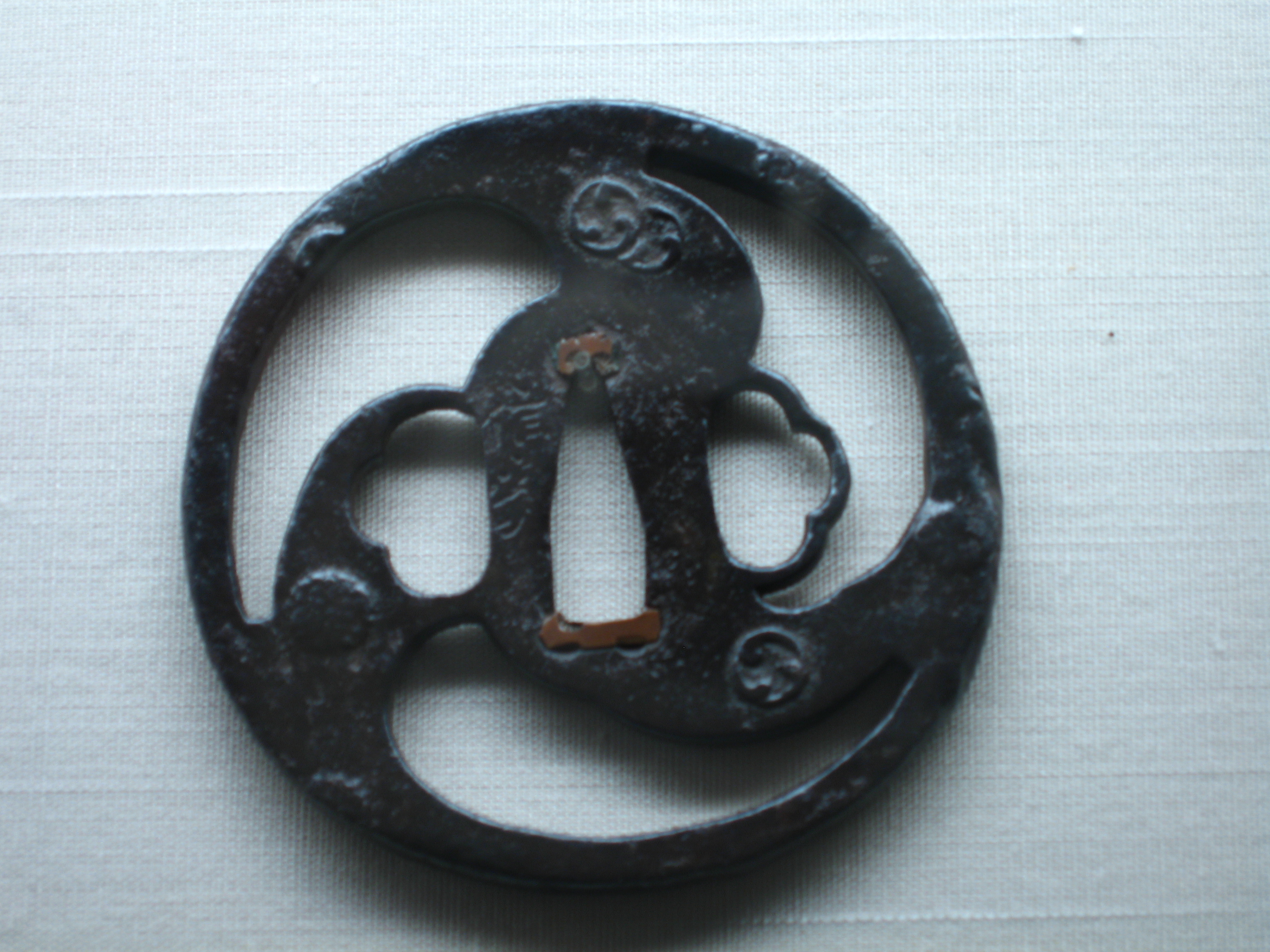
巴透鐔 銘：信家 桃山时代
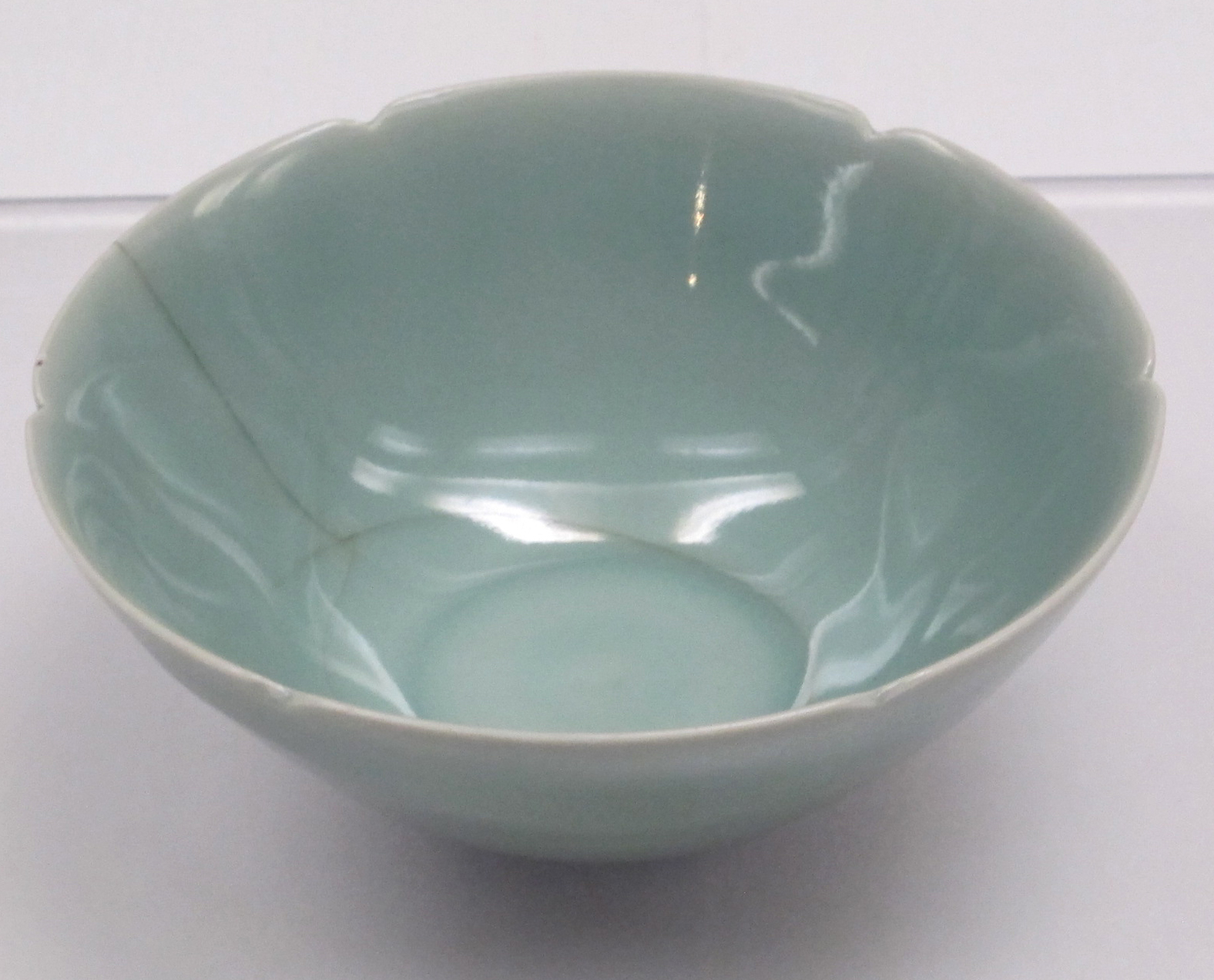
青磁茶碗（马蝗絆） 南宋时代
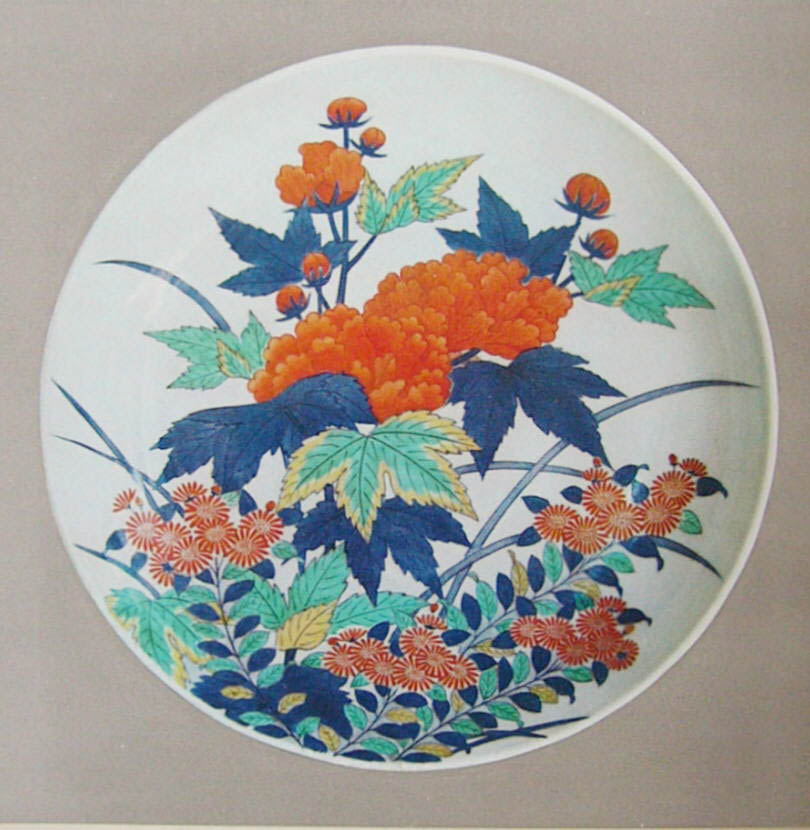
色锅岛芙蓉菊文皿 服部美术馆
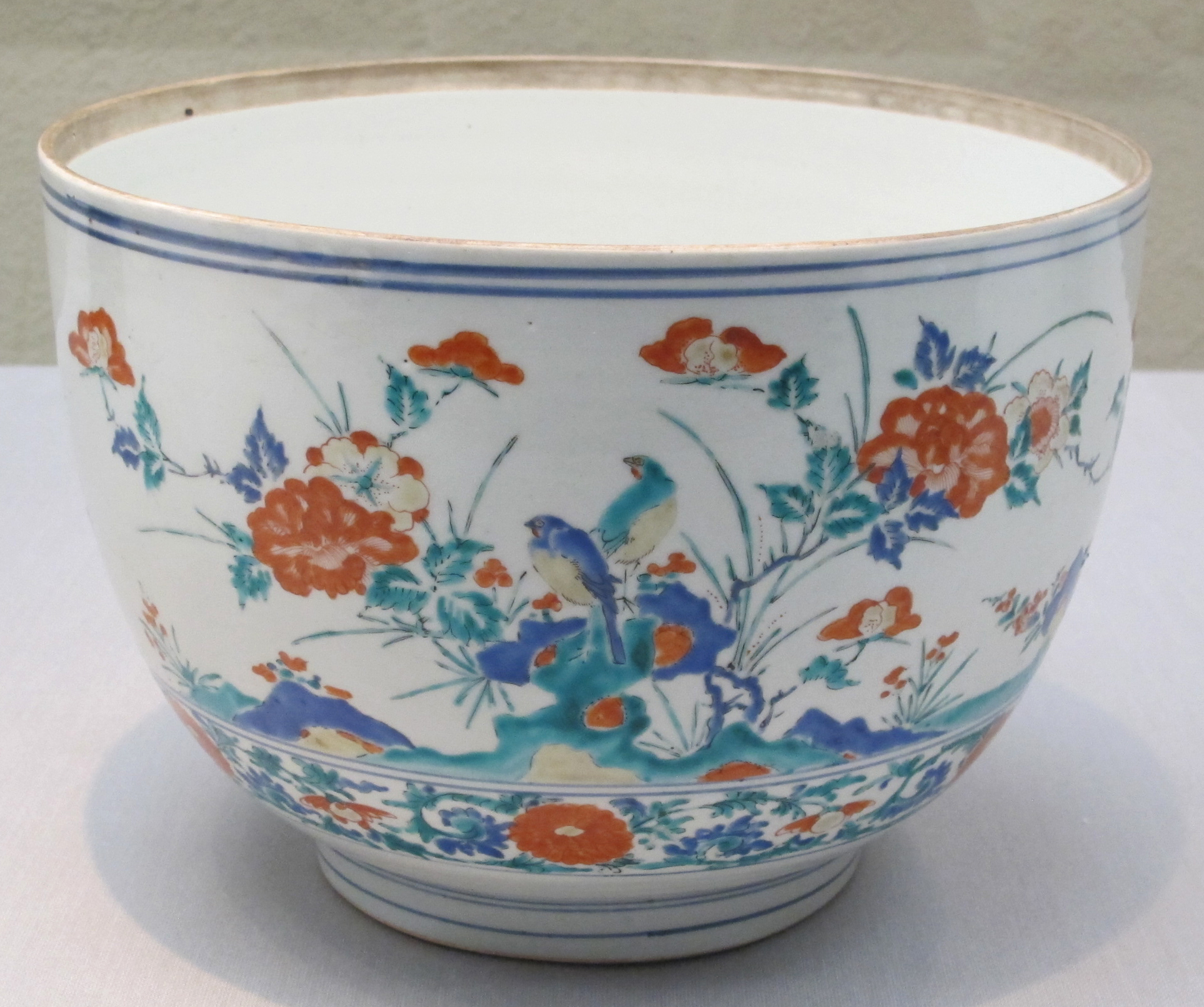
色绘花鳥文深鉢 伊万里烧 柿右卫门样式 江户时代
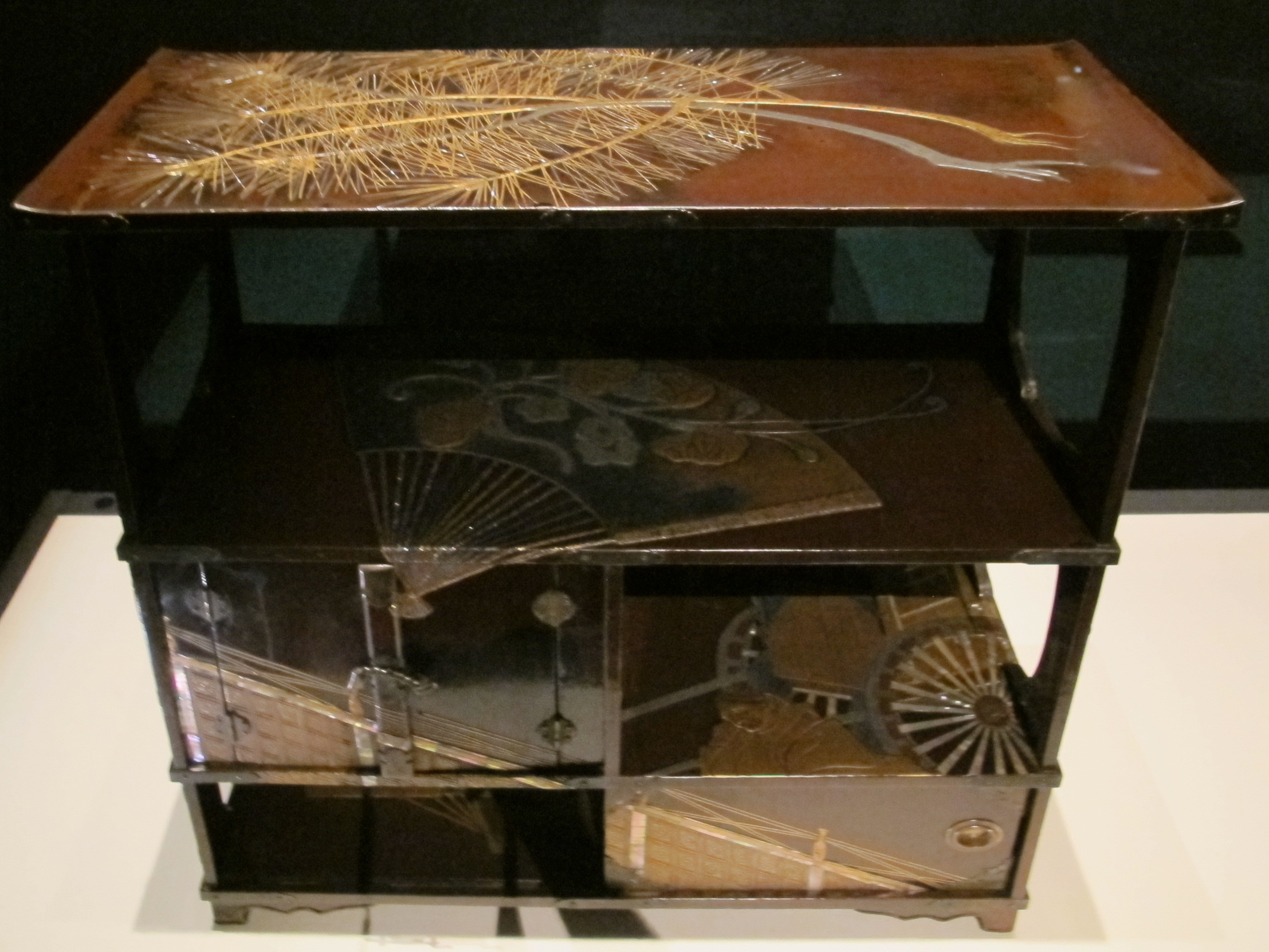
子日蒔绘棚 桃山时代
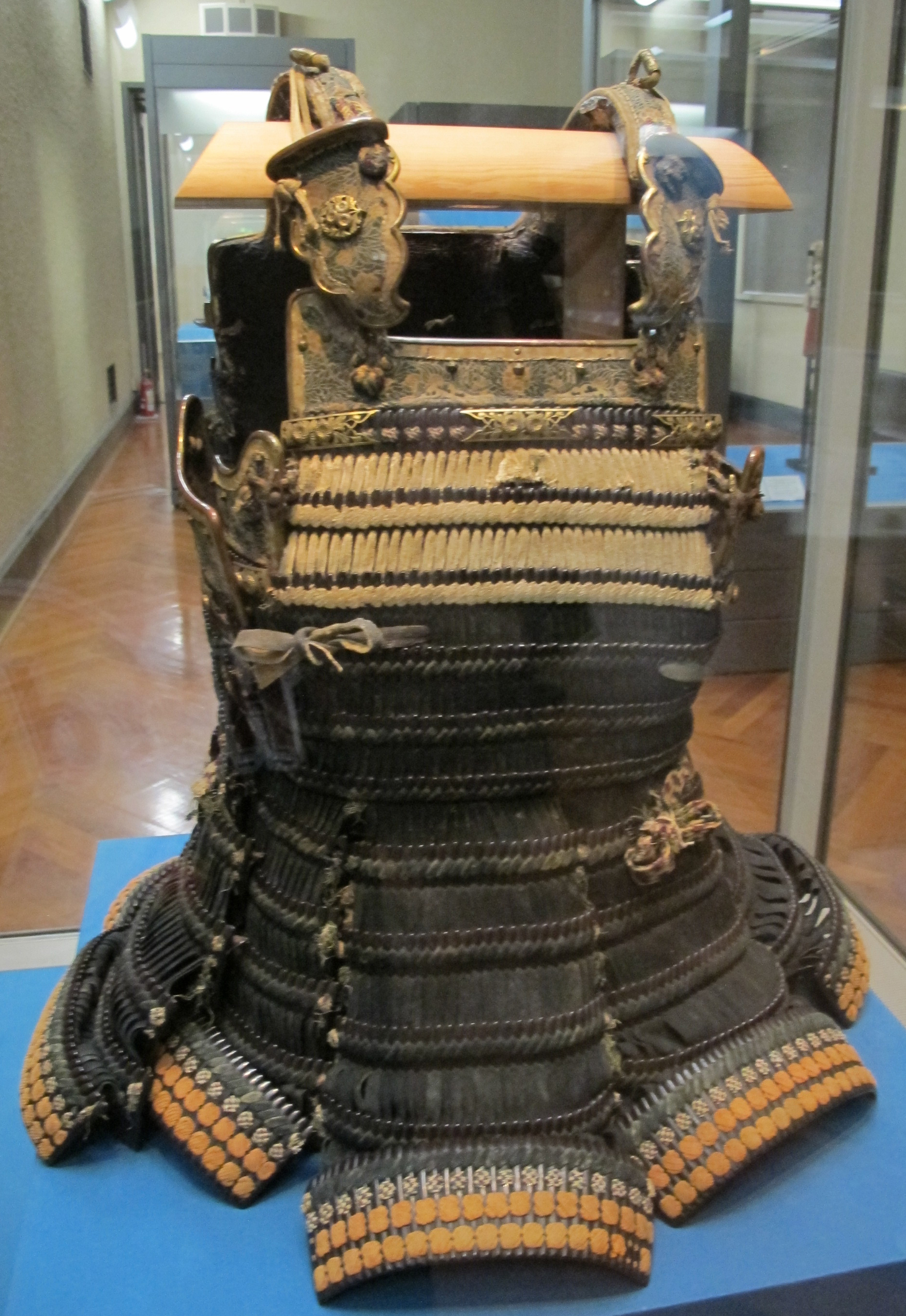
黒韋威肩白胴丸 南北朝时代
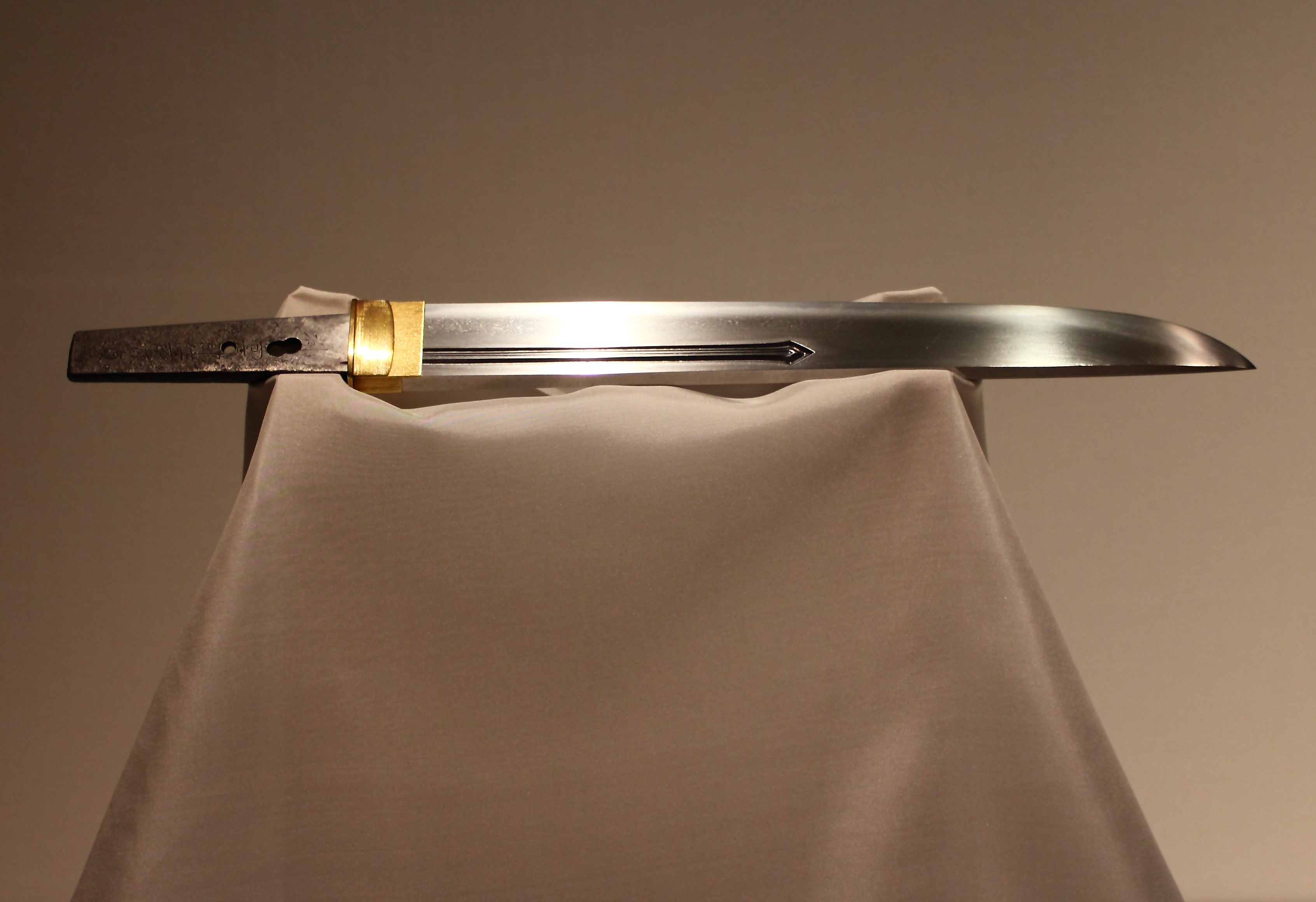
短刀 大和国保昌派 貞吉作 文保元年（1317年）